# Vitesse in het seizoen 2015/16
|               | Eredivisie | KNVB beker | Europa League | Totaal |
| ------------- | ---------- | ---------- | ------------- | ------ |
| Wedstrijden   | 34         | 1          | 2             | 37     |
| Gewonnen      | 12         | 0          | 0             | 12     |
| Gelijk        | 10         | 0          | 0             | 10     |
| Verloren      | 12         | 1          | 2             | 15     |
| Thuis         | 17         | 0          | 1             | 18     |
| Uit           | 17         | 1          | 1             | 19     |
| Gele kaarten  | 48         | 9          | 3             | 60     |
| 2× gele kaart | 2          | 3          | 0             | 5      |
| Rode kaarten  | 3          | 3          | 0             | 6      |
| Doelsaldo     | +17        | −3         | −5            | +9     |
| voor          | 55         | 1          | 0             | 56     |
| tegen         | 38         | 4          | 5             | 47     |
| ‘De Nul’      | 10         | 0          | 0             | 10     |

Vitesse kwam in het seizoen 2015/2016 voor het 27e seizoen op rij uit in de hoogste klasse van het betaald voetbal, de Eredivisie. Daarnaast nam het Arnhemse elftal deel aan het toernooi om de KNVB beker en de UEFA Europa League.

## Samenvatting
Op 30 juli 2015 speelde Vitesse de eerste officiële wedstrijd van het seizoen, in de derde voorronde van de Europa League werd uit tegen Southampton met 3–0 verloren. Een week later werd de return met 0–2 verloren, waardoor het Europa League toernooi voor Vitesse ten einde kwam.
De Eredivisie startte voor Vitesse op 9 augustus 2015 met een 1–1 gelijkgespeelde uitwedstrijd tegen Willem II. Op 8 mei 2016 sloot Vitesse de competitie af met een 2–2 gelijkspel uit tegen FC Twente, waarbij Vitesse op de negende plaats eindigde en daarmee één plaats te laag voor deelname aan de Play-offs om een ticket voorronde Europa League. Halverwege het seizoen was trainer Peter Bosz naar Maccabi Tel Aviv vertrokken bij een stand op plaats vijf, waarna assistent Rob Maas de functie van hoofdtrainer overnam. Over de tweede seizoenshelft eindigde Vitesse als 13e.
De KNVB beker begon en eindigde voor Vitesse in de tweede ronde met een uitwedstrijd tegen Heracles Almelo; Vitesse verloor het duel na verlenging met 4–1. Vitesse O19 wint de bekerfinale na strafschoppen van NEC/FC Oss en Jong Vitesse plaats zich voor de Tweede Divisie.
Bij de competitiewedstrijden bezochten gemiddeld 16.904 toeschouwers Vitesse in GelreDome.

### Voorbereiding

#### Juni
- Op 26 juni vertrokken Marko Vejinović en Gino Bosz bij Vitesse, terwijl Lewis Baker de selectie kwam versterken.
- Op 28 juni vond de eerste training van het seizoen 2015/16 plaats op Papendal onder leiding van trainer Peter Bosz. De selectie bestond uit Lewis Baker, Abiola Dauda, Kevin Diks, Uroš Đurđević, Goeram Kasjia, Arnold Kruiswijk, Kelvin Leerdam, Elmo Lieftink, Mohammed Osman, Piet Velthuizen en Maikel van der Werff, aangevuld met beloftenspelers Wouter Dronkers, Ewout Gouw, Mats Grotenbreg, Jeroen Houwen, Louisben Jagt, Joris Klein-Holte, Arsjak Korjan, Anil Mercan, Jovi Munter, Thomas Oude Kotte en Lars ten Teije. De recent aangetrokken Sheran Yeini en Milot Rashica waren alleen als toeschouwers aanwezig, pas vanaf 1 juli zijn ze speelgerechtigd. De internationals Rochdi Achenteh, Renato Ibarra, Marvelous Nakamba, Denys Oliynyk, Davy Pröpper, Valeri Qazaishvili en Eloy Room hebben door recente interlandverplichtingen nog vakantie, alleen Goeram Kasjia was toch aanwezig.[1][2] Voorafgaand aan de training werd het nieuwe kunstgrasveld op het hoofdveld van de trainingsaccommodatie geopend en werd het nieuwe thuistenue voor het seizoen 2015/16 gepresenteerd.

#### Juli
- Op 1 juli lootte Vitesse een uitwedstrijd tegen Heracles Almelo voor de tweede ronde van de KNVB beker.
- Op 2 juli trainden Sheran Yeini en Milot Rashica voor het eerst mee met de selectie.
- Op 4 juli speelde Vitesse de eerste oefenwedstrijd van het seizoen tegen KV Oostende in Arnhem met 2–2 gelijk. De Vitesse-doelpunten werden gemaakt door Ten Teije en Gouw. De wedstrijd werd vervroegd naar de ochtend in verband met de hitte.
- Vanaf 6 juli keerden de internationals Rochdi Achenteh, Renato Ibarra, Marvelous Nakamba, Denys Oliynyk, Davy Pröpper, Valeri Qazaishvili en Eloy Room terug op de training.
- Op 7 juli werd het nieuwe uittenue gepresenteerd bij de opening van de nieuwe officiële fanshop in GelreDome.[3]
- Op 10 juli maakte Vitesse bekend dat Isaiah Brown en Nathan gehuurd worden van Chelsea.[4] Later die dag won Vitesse in Driel een oefenwedstrijd van Dundee United met 4–0; de doelpunten werden gemaakt door Đurđević (2x), Oliynyk en Qazaishvili.
- Op 12 juli vertrok Vitesse voor een trainingskamp tot 18 juli in Linz (Oostenrijk). De selectie bestond uit 24 man: Achenteh, Baker, Brown, Dauda, Diks, Djurdjević, Houwen, Ibarra, Kasjia, Kruiswijk, Leerdam, Lieftink, Nakamba, Nathan, Oliynyk, Osman, Pröpper, Qazaishvili, Rashica, Room, Velthuizen, Verloo, Van der Werff en Yeini.
- Op 13 juli sloot Danilo Pantić aan bij de training in Linz; de middenvelder werd voor een seizoen gehuurd van Chelsea.[5][6] Op dezelfde dag keerden Kruiswijk en Pröpper terug naar Nederland; Kruiswijk in verband met een kuitblessure en Pröpper om een contract bij PSV te tekenen.[7]
- Op 14 juli speelde Vitesse een oefenwedstrijd tegen Sparta Praag in Gallneukirchen met 1–1 gelijk. Dauda maakte het Vitesse-doelpunt.
- Op 15 juli vertrok Nathan van het trainingskamp; hij keerde terug naar Brazilië om de formaliteiten voor zijn werkvergunning af te ronden.
- Op 17 juli lootte Vitesse Southampton als tegenstander voor de derde voorronde van de Europa League. Tevens won Vitesse deze dag een oefenwedstrijd tegen Çaykur Rizespor in Seekirchen am Wallersee met 1–0, door een doelpunt van Van der Werff.
- Op 22 juli won Vitesse een oefenwedstrijd in Arnhem tegen Asteras Tripoli met 3–2. De Vitesse-doelpunten werden gemaakt door Rashica (2x) en Brown.
- Op 25 juli organiseerde Vitesse een teampresentatie op Papendal ter afsluiting van de voorbereiding op het seizoen. Door het slechte weer zijn de buitenactiviteiten afgelast.[8]

### Competitieseizoen

#### Juli
- Op 30 juli speelde Vitesse de eerste officiële wedstrijd van het seizoen, in de derde voorronde van de Europa League werd uit tegen Southampton met 3–0 verloren. De wedstrijd was het debuut van Lewis Baker, Isaiah Brown, Julian Lelieveld, Danilo Pantić en Milot Rashica. Ongeveer 1.500 Vitesse-supporters waren afgereisd om de wedstrijd bij te wonen.

#### Augustus
- Op 4 augustus werd Dominic Solanke voor één seizoen gehuurd van Chelsea.[9] Omdat Solanke nog minderjarig was moest een procedure bij de FIFA worden afgewacht voordat hij bij Vitesse kon uitkomen.
- Op 6 augustus speelde Vitesse de return-wedstrijd in de derde voorronde van de Europa League; thuis tegen Southampton werd met 0–2 verloren. Het Europa League toernooi kwam hierdoor ten einde voor Vitesse. De wedstrijd was het debuut van Nathan Allan de Souza en Maikel van der Werff.
- Op 9 augustus speelde Vitesse de eerste competitiewedstrijd van het seizoen met 1–1 gelijk, uit tegen Willem II. Het Vitesse-doelpunt werd gemaakt door Oliynyk, die in blessuretijd ook een rode kaart kreeg voor een elleboogstoot. Ondanks een staking van de politie werd de wedstrijd niet uitgesteld.
- Op 10 augustus accepteerde Vitesse het schikkingsvoorstel van de aanklager betaald voetbal voor de rode kaart van Oliynyk tegen Willem II, waardoor hij voor drie duels (+één voorwaardelijk) werd geschorst.
- Op 14 augustus won Vitesse thuis van Roda JC Kerkrade met 3–0 door doelpunten van Baker, Dauda en Nathan. De wedstrijd was het debuut van Mohammed Osman. Voorafgaand aan de wedstrijd werd bekend dat het contract van Uroš Đurđević in overleg was ontbonden.[10]
- Vanaf 20 augustus was Dominic Solanke speelgerechtigd voor Vitesse, nadat een dag eerder bekend werd dat de FIFA-procedures waren afgerond.[11] Hij trainde sinds begin augustus al mee met de selectie.
- Op 23 augustus verloor Vitesse uit van Feyenoord met 2–0. De wedstrijd was het debuut van Dominic Solanke.
- Op 30 augustus won Vitesse thuis van SC Cambuur met 4–1. De Vitesse-doelpunten werden gemaakt door Baker, Dauda, Kasjia en Solanke. Ook werd rondom de wedstrijd de vernieuwde Supportershome voor het eerst open gesteld voor de supporters.
- Op 31 augustus werd het grasveld van GelreDome verwijderd in voorbereiding op een nieuw hybride natuur-/kunstgrasveld.[12] Het nieuwe veld zou bij de eerstvolgende thuiswedstrijd in gebruik genomen worden, op 20 september tegen De Graafschap.

#### September

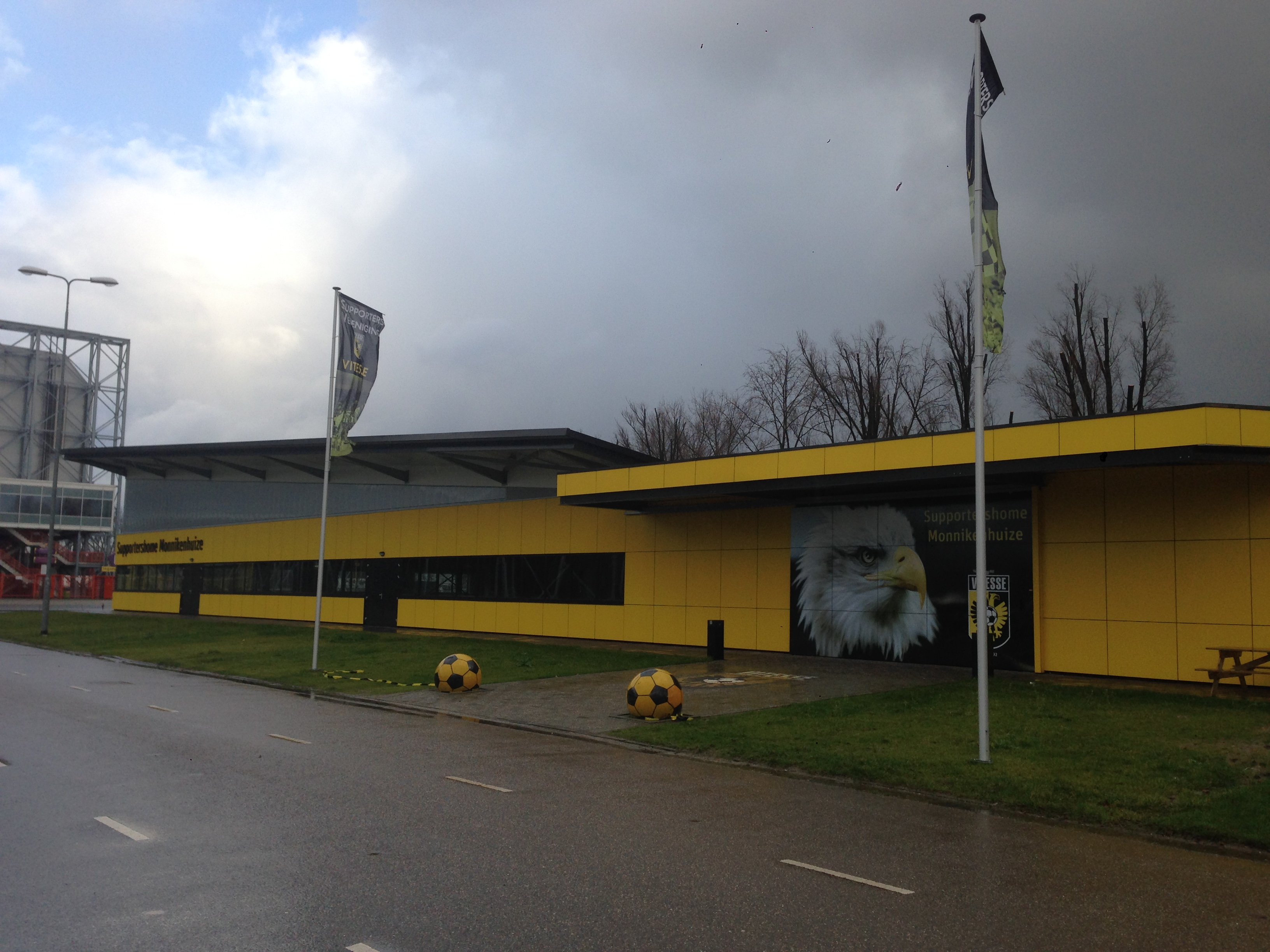
Supportershome van Supportersvereniging Vitesse

- Op 9 september werd het compleet vernieuwde Supportershome Monnikenhuize officieel geopend.
- Op 13 september verloor Vitesse uit van FC Utrecht met 2–1. Het Vitesse-doelpunt werd gemaakt door Kasjia. De wedstrijd was het debuut van Sheran Yeini.
- Op 16 september werd de officiële elftalfoto gemaakt voor het vernieuwde Supportershome.
- Op 20 september won Vitesse de jaarlijkse Airborne-duel thuis tegen De Graafschap met 3–0. De doelpunten werden gemaakt door Kasjia, Qazaishvili en Rashica.
- Op 23 september verloor Vitesse het uitduel tegen Heracles Almelo in de tweede ronde van de KNVB beker. Na verlenging was de eindstand 4–1, waarbij Oliynyk het Vitesse-doelpunt maakte. Drie spelers van Vitesse werden met een rode kaart van het veld gestuurd: Ibarra, Nakamba en Kasjia kregen elk twee gele kaarten. Ook trainer Bosz werd naar de tribune verwezen; omdat Bosz in de ogen van scheidsrechter Makkelie niet snel genoeg vertrok staakte hij de wedstrijd tijdelijk.[13]
- Op 26 september speelde Vitesse uit tegen sc Heerenveen met 0–0 gelijk.

#### Oktober
- Op 2 oktober kreeg Peter Bosz een straf van de KNVB tuchtcommissie voor zijn gedrag bij de bekerwedstrijd tegen Heracles Almelo op 23 september: vier duels zou Bosz zijn functie niet op het veld mogen uitoefenen.[14] Vitesse ging tegen deze straf in beroep.[15]
- Op 4 oktober won Vitesse thuis van FC Groningen met 5–0. De doelpunten werden gemaakt door Solanke, Diks, Qazaishvili, Nathan en Dauda.
- Op 14 oktober tekende aanvoerder Goeram Kasjia een nieuw contract tot 2020, met daarbij de optie om na zijn carrière als profvoetballer in te kunnen stromen in de organisatie van Vitesse.[16] Kashia tekende zijn contract in het bijzijn van enkele honderden supporters in "Supportershome Monnikenhuize".
- Op 15 oktober kreeg Peter Bosz een gereduceerde straf voor zijn gedrag bij de bekerwedstrijd tegen Heracles Almelo van twee wedstrijden functieontzegging, plus twee wedstrijden voorwaardelijk.[17] Hij zit hierdoor niet op de bank bij PEC Zwolle uit en Ajax thuis.
- Op 18 oktober won Vitesse uit van PEC Zwolle met 1–5. De Vitesse-doelpunten werden gemaakt door Baker, Solanke, Qazaishvili, Oliynyk en Rashica. Bosz zat deze wedstrijd in verband met een functieontzegging op de tribune; Rob Maas zat als coach op de bank.
- Op 23 oktober presenteerde Vitesse DunoAir als broeksponsor, waarbij een contract voor anderhalf seizoen is overeengekomen.[18]
- Op 25 oktober verloor Vitesse thuis van Ajax met 1–3. Qazaishvili maakte hierbij het Vitesse-doelpunt. Bosz zat deze wedstrijd in verband met een functieontzegging op de tribune; Rob Maas zat als coach op de bank.
- Op 26 oktober presenteerde Vitesse de jaarcijfers over het seizoen 2014/15: er was een nettoverlies van € 10,7 miljoen. Zoals gebruikelijk sinds de overname in 2010 werd het verlies meer dan gecompenseerd door agiostortingen van de eigenaar, waardoor het eigen vermogen groeide.[19] Aan de regels van het UEFA Financial Fair Play is voldaan, doordat Vitesse binnen de driejarige limiet van € 30 miljoen aan tekorten bleef.
- Op 31 oktober won Vitesse uit van Excelsior met 0–3 door doelpunten van Solanke, Diks en Rashica. Dit was de 3000e competitiewedstrijd van Vitesse.

#### November
- Op 8 november verloor Vitesse thuis van AZ met 0–2. Vitesse speelde vanaf de 42e minuut met tien man door een rode kaart (2× geel) voor Nakamba.
- Op 22 november speelde Vitesse uit tegen ADO Den Haag met 2–2 gelijk. De Vitesse-doelpunten werden gemaakt door Yeini en Leerdam.
- Op 29 november won Vitesse de Gelderse derby thuis tegen NEC met 1–0 door een doelpunt van Qazaishvili.

#### December
- Op 5 december verloor Vitesse thuis van PSV met 0–1.
- Op 13 december speelde Vitesse uit tegen Heracles Almelo met 1–1 gelijk. Het Vitesse-doelpunt werd gemaakt door Rashica.
- Op 15 december tekende Kōsuke Ōta een contract voor 4,5 seizoenen met ingang van 1 januari 2016.[20]
- Op 18 december won Vitesse thuis van FC Twente met 5–1. De Vitesse-doelpunten werden gemaakt door Rashica (2x), Qazaishvili, Solanke en Oliynyk. De wedstrijd was het debuut van Mitchell van Bergen; met zijn leeftijd van 16 jaar en 113 dagen werd hij de jongste Eredivisie-debutant van Vitesse.[21]
- Op 21 december maakte Vitesse bekend dat Julian Lelieveld een verlengd contract tot medio 2020 heeft getekend.[22]
- Op 22 december maakte de KNVB bekend dat uit onafhankelijk onderzoek is gebleken dat de juridische structuur van Vitesse voldoet aan de reglementen van de KNVB.[23] Vitesse had de licentiecommissie van de KNVB hierbij juist en volledig geïnformeerd en er werd geconcludeerd dat er geen derde partij zeggenschap heeft in het beleid van de club.

#### Januari
- Op 3 januari vond de eerste training van het nieuwe jaar plaats, met Nathan en Renato Ibarra terug van blessureleed maar nog zonder de in de winter aangetrokken Kōsuke Ōta.
- Op 4 januari vertrok Peter Bosz per direct naar Maccabi Tel Aviv, waarna Rob Maas als interim-hoofdtrainer werd aangesteld.[24]
- Van 4 t/m 9 januari verbleef de selectie in Orihuela-Costa (Alicante) voor een trainingskamp. Kōsuke Ōta sloot aan bij de selectie en ook de jeugdspelers Mitchell van Bergen en Julian Lelieveld gingen mee naar Spanje.[25]
- Op 8 januari speelde Vitesse een oefenwedstrijd tegen RSC Anderlecht, die met 1–2 werd gewonnen. Solanke maakte beide Vitesse-doelpunten.
- Op 11 januari maakte Vitesse bekend dat Rob Maas tot het einde van het seizoen zal aanblijven als hoofdtrainer.[26]
- Op 16 januari won Vitesse uit van SC Cambuur met 0–2 door doelpunten van Rashica en Qazaishvili. Het was de 400e overwinning van Vitesse in de Eredivisie. De wedstrijd was het debuut van Kōsuke Ōta.
- Op 23 januari verloor Vitesse uit van Ajax met 1–0.
- Op 27 januari speelde Vitesse thuis tegen PEC Zwolle met 1–1 gelijk. Het Vitesse-doelpunt werd gescoord als eigen doelpunt door Bram van Polen.
- Op 28 januari vertrok Rochdi Achenteh naar Willem II.[27]
- Op 30 januari speelde Vitesse thuis tegen Excelsior met 0–0 gelijk.

#### Februari
- Op 1 februari werd Abiola Dauda tot het einde van het seizoen verhuurd aan Heart of Midlothian FC.[28]
- Op 6 februari verloor Vitesse uit van AZ met 1–0.
- Op 13 februari won Vitesse thuis met 3–0 van sc Heerenveen waarbij de doelpunten werden gemaakt door Qazaishvili (2x) en Oliynyk. De wedstrijd was het debuut van Yuning Zhang.
- Op 21 februari speelde Vitesse uit tegen De Graafschap met 2–2 gelijk. De Vitesse-doelpunten werden gemaakt door Nakamba en Baker. Ōta kreeg een rode kaart (tweede geel) in de 90e minuut.
- Op 27 februari verloor Vitesse thuis met 0–1 van Willem II.

#### Maart
- Op 6 maart won Vitesse uit tegen Roda JC Kerkrade met 1–2. De Vitesse-doelpunten werden gemaakt door Brown en Zhang.
- Op 7 maart maakte Vitesse bekend dat assistent-trainer Jon Dahl Tomasson na afloop van het seizoen vertrekt om assistent-trainer van het Deens voetbalelftal te worden.[29] Tomasson stond nog tot 2017 onder contract bij Vitesse.
- Op 13 maart verloor Vitesse thuis met 0–2 van Feyenoord.
- Op 20 maart won Vitesse met 0–3 uit van FC Groningen. De Vitesse-doelpunten werden gemaakt door Solanke (2x) en Qazaishvili.
- Op 21 maart werden de laatste van 500 beschikbare kaarten voor de derby tegen NEC verkocht, waarbij wachtende supporters getrakteerd werden door selectiespelers Elmo Lieftink en Mohammed Osman.[30]
- Op 24 maart won Vitesse een onaangekondigd oefenduel van FC Oss met 5–3. De Vitesse-doelpunten werden gemaakt door Nathan (2x), Osman en Lieftink, met daarnaast een eigen doelpunt van FC Oss. In verband met interlandvoetbal ontbraken diverse internationals, daarom was de selectie bij dit duel aangevuld met spelers uit de beloften en de academie.
- Op 31 maart maakte Vitesse bekend dat het contract van Mohammed Osman is verlengd tot 2018.[31] Daarnaast werd het contract van Piet Velthuizen formeel opgezegd en kregen Elmo Lieftink en Denys Oliynyk (nog) geen verlenging van hun aflopende contract.

#### April
- Op 3 april verloor Vitesse de derby uit tegen NEC met 2–1. Het Vitesse-doelpunt werd gemaakt door Baker.
- Op 9 april speelde Vitesse thuis met 2–2 gelijk tegen ADO Den Haag. De Vitesse-doelpunten werden gemaakt door Kasjia en Oliynyk; Van der Werff maakte een eigen doelpunt.
- Op 14 april startte Vitesse de seizoenkaartverlenging voor het komende seizoen waarbij een nieuwe stadion-indeling voor de beprijzing gehanteerd wordt met een reductie van het aantal verkoopbare stoelen. De stadion-capaciteit van GelreDome wordt hierdoor gereduceerd tot 21.248, alleen de indeling van de Theo Bos Zuid-tribune blijft ongewijzigd.[32]
- Op 16 april speelde Vitesse thuis met 1–1 gelijk tegen Heracles Almelo. Het Vitesse-doelpunt werd gemaakt door Rashica.
- Op 19 april verloor Vitesse uit met 2–0 van PSV.

#### Mei
- Op 1 mei verloor Vitesse thuis met 1–3 van FC Utrecht. Het Vitesse-doelpunt werd gemaakt door Kasjia. Kashia werd na afloop van de wedstrijd uitgeroepen tot speler van het jaar.[33]
- Op 8 mei speelde Vitesse uit tegen FC Twente met 2–2 gelijk. De Vitesse-doelpunten werden gemaakt door Bruno Uvini (eigen doelpunt) en Zhang. Vitesse sluit het seizoen daarmee af op de negende plaats, één plaats te laag voor deelname aan de Play-offs om een ticket voorronde Europa League. Na afloop van het duel maakte trainer Rob Maas bekend te stoppen als hoofdtrainer met ingang van het komende seizoen.[34]
- Op 13 mei tekende Navarone Foor een vierjarig contract bij Vitesse, met ingang van seizoen 2016/17 komt hij transfervrij over van NEC.[35] Later die dag won Vitesse een oefenwedstrijd uit bij RKHVV met 1–5, waarbij de Vitesse-doelpunten werden gemaakt door Zhang, Qazaishvili, Van der Werff, Nakamba en Daniel.
- Op 17 mei won Vitesse een oefenwedstrijd uit bij AVW '66 met 2–9, waarmee het seizoen werd afgesloten. De Vitesse-doelpunten werden gemaakt door Schuurman (2x), Ten Teije, Velthuizen, Zhang, Mercan, Kasjia, Munter en Room. De wedstrijd gold tevens als afscheidswedstrijd voor Piet Velthuizen.

### Tenue

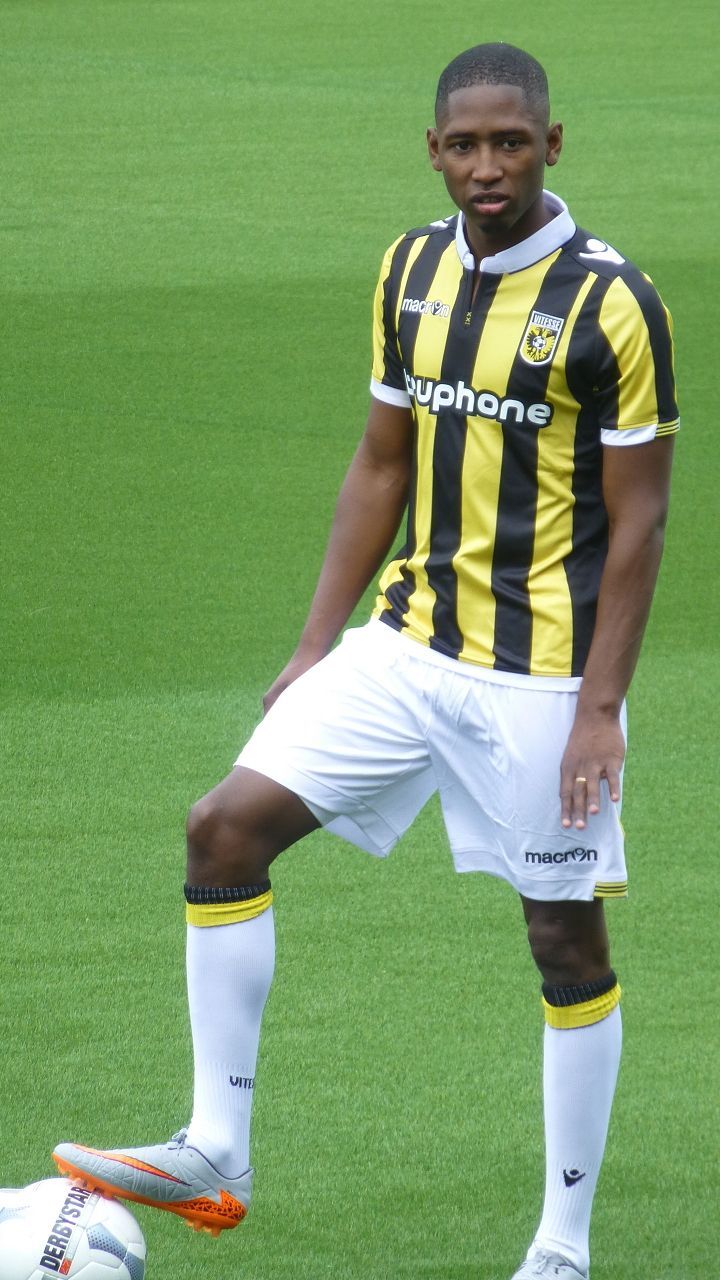
Kelvin Leerdam in het thuistenue

Vitesse speelt en traint in het seizoen 2015/'16 voor het tweede seizoen op rij in kleding van Macron, met shirtsponsors Truphone (hoofdsponsor, voorop) en Smipe (achterop). Vanaf de thuiswedstrijd tegen Ajax op 25 oktober staat er ook een sponsor op de broek: DunoAir.
Vanwege het 25-jarig jubileum van het eerste Europees voetbal van Vitesse zijn de thuis- en uittenues dit seizoen geïnspireerd op de tenues uit 1990. Het thuistenue werd gepresenteerd voorafgaand aan de eerste training op 28 juni door (oud-)Vitessenaren Huub Loeffen, Martin Laamers, Roberto Straal en Edward Sturing - zij speelden destijds in 1990 Europees. Op 7 juli mochten de supporters via de sociale media het uittenue presenteren.
In de thuiswedstrijd tegen FC Utrecht op 1 mei 2016 speelde Vitesse eenmalig met maatschappelijk partner KWF Kankerbestrijding op de borst, in plaats van sponsor Truphone. De shirts werden geveild met een opbrengst van bijna €3000 voor onderzoek naar alvleesklierkanker.
In de Airborne-duel op 20 september 2015 droeg het elftal een speciaal Airborne-tenue met een blauw-rood shirt en blauwe broek en sokken. De shirts werden geveild waarbij de opbrengst ten goede kwam aan toekomstige Airborne-activiteiten.
| thuis | uit |

## Clubstatistieken seizoen 2015/16
Legenda:

Winst Gelijk Verlies

### Punten en stand per speelronde
| Speelronde            | 01         | 02         | 03         | 04         | 05         | 06         | 07         | 08         | 09   | 10   | 11         | 12         | 13         | 14         | 15         | 16         | 17         | 18       | 19       | 20       | 21       | 22       | 23       | 24       | 25       | 26       | 27       | 28       | 29       | 30       | 31       | 32       | 33       | 34       |
| --------------------- | ---------- | ---------- | ---------- | ---------- | ---------- | ---------- | ---------- | ---------- | ---- | ---- | ---------- | ---------- | ---------- | ---------- | ---------- | ---------- | ---------- | -------- | -------- | -------- | -------- | -------- | -------- | -------- | -------- | -------- | -------- | -------- | -------- | -------- | -------- | -------- | -------- | -------- |
| Trainer               | Peter Bosz | Peter Bosz | Peter Bosz | Peter Bosz | Peter Bosz | Peter Bosz | Peter Bosz | Peter Bosz | Maas | Maas | Peter Bosz | Peter Bosz | Peter Bosz | Peter Bosz | Peter Bosz | Peter Bosz | Peter Bosz | Rob Maas | Rob Maas | Rob Maas | Rob Maas | Rob Maas | Rob Maas | Rob Maas | Rob Maas | Rob Maas | Rob Maas | Rob Maas | Rob Maas | Rob Maas | Rob Maas | Rob Maas | Rob Maas | Rob Maas |
| Punten per speelronde | 1          | 3          | 0          | 3          | 0          | 3          | 1          | 3          | 3    | 0    | 3          | 0          | 1          | 3          | 0          | 1          | 3          | 3        | 0        | 1        | 1        | 0        | 3        | 1        | 0        | 3        | 0        | 3        | 0        | 1        | 1        | 0        | 0        | 1        |
| Punten na speelronde  | 1          | 4          | 4          | 7          | 7          | 10         | 11         | 14         | 17   | 17   | 20         | 20         | 21         | 24         | 24         | 25         | 28         | 31       | 31       | 32       | 33       | 33       | 36       | 37       | 37       | 40       | 40       | 43       | 43       | 44       | 45       | 45       | 45       | 46       |
| Stand na speelronde   | 10         | 5          | 9          | 7          | 8          | 7          | 6          | 6          | 5    | 5    | 5          | 5          | 6          | 5          | 6          | 6          | 5          | 4        | 6        | 6        | 6        | 8        | 5        | 6        | 7        | 6        | 7        | 7        | 7        | 7        | 8        | 9        | 10       | 9        |

| (Eind)stand             | Kwalificatie voor                                 |
| ----------------------- | ------------------------------------------------- |
| 1e                      | Groepsfase Champions League                       |
| 2e                      | Derde voorronde Champions League                  |
| 3e 4e*1                 | Derde voorronde Europa League                     |
| 4e t/m 7e 5e t/m 8e*1   | Play-offs voor de derde voorronde Europa League   |
| 8e t/m 15e 9e t/m 15e*1 | –                                                 |
| 16e & 17e               | Play-offs tegen degradatie naar de Eerste divisie |
| 18e                     | Degradatie naar de Eerste divisie                 |

*1; Op basis van de bekerwinst van Feyenoord verschoven de kwalificatieplaatsen voor voorronde Europa League (na speelronde 32).

### Thuis/uit-verhouding
|               | ADO | AJA | AZ  | CAM | EXC | FEY | GRA | GRO | HEE | HER | NEC | PEC | PSV | RJC | TWE | UTR | WIL | Gem.      | Totaal |
| ------------- | --- | --- | --- | --- | --- | --- | --- | --- | --- | --- | --- | --- | --- | --- | --- | --- | --- | --------- | ------ |
| Uitslag thuis | 2–2 | 1–3 | 0–2 | 4–1 | 0–0 | 0–2 | 3–0 | 5–0 | 3–0 | 1–1 | 1–0 | 1–1 | 0–1 | 3–0 | 5–1 | 1–3 | 0–1 | 1,76–1,06 | 30–18  |
| Uitslag uit   | 2–2 | 1–0 | 1–0 | 0–2 | 0–3 | 2–0 | 2–2 | 0–3 | 0–0 | 1–1 | 2–1 | 1–5 | 2–0 | 1–2 | 2–2 | 2–1 | 1–1 | 1,18–1,47 | 20–25  |
| Totaal V–T    | 4–4 | 1–4 | 0–3 | 6–1 | 3–0 | 0–4 | 5–2 | 8–0 | 3–0 | 2–2 | 2–2 | 6–2 | 0–3 | 5–1 | 7–3 | 2–5 | 1–2 | 1,62–1,12 | 55–38  |
| Punten thuis  | 1   | 0   | 0   | 3   | 1   | 0   | 3   | 3   | 3   | 1   | 3   | 1   | 0   | 3   | 3   | 0   | 0   | 1,47      | 25     |
| Punten uit    | 1   | 0   | 0   | 3   | 3   | 0   | 1   | 3   | 1   | 1   | 0   | 3   | 0   | 3   | 1   | 0   | 1   | 1,24      | 21     |
| Punten totaal | 2   | 0   | 0   | 6   | 4   | 0   | 4   | 6   | 4   | 2   | 3   | 4   | 0   | 6   | 4   | 0   | 1   | 1,35      | 46     |

### Toeschouwersaantallen
|       | ADO    | AJA    | AZ     | CAM    | EXC    | FEY    | GRA    | GRO    | HEE    | HER    | NEC    | PEC    | PSV    | RJC    | TWE    | UTR    | WIL    | Gem.   | Totaal  |
| ----- | ------ | ------ | ------ | ------ | ------ | ------ | ------ | ------ | ------ | ------ | ------ | ------ | ------ | ------ | ------ | ------ | ------ | ------ | ------- |
| Thuis | 16.298 | 21.163 | 15.327 | 13.573 | 20.112 | 18.834 | 15.139 | 16.185 | 15.234 | 21.231 | 19.212 | 14.876 | 16.879 | 13.212 | 15.987 | 18.121 | 15.987 | 16.904 | 287.370 |
| Uit   | 12.133 | 48.533 | 15.006 | 9.508  | 3.600  | 47.500 | 12.218 | 21.331 | 23.984 | 10.821 | 12.500 | 12.250 | 34.000 | 15.184 | 26.500 | 16.056 | 11.000 | 19.537 | 332.124 |

## Staf eerste elftal 2015/16

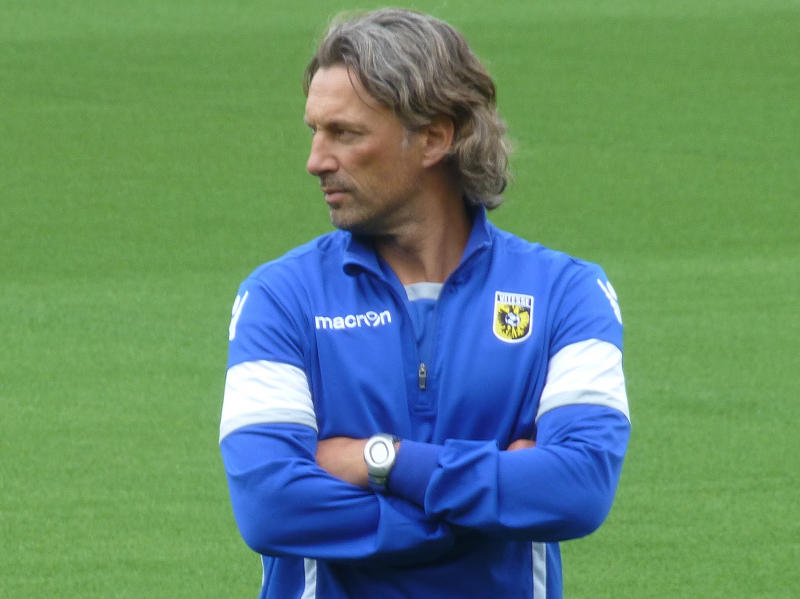
Rob Maas, hoofdtrainer tweede seizoenshelft

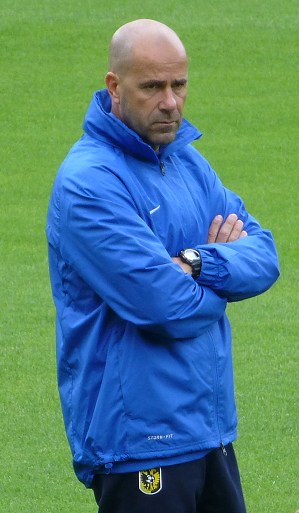
Peter Bosz, hoofdtrainer eerste seizoenshelft

Voorafgaand aan het seizoen vonden er enkele wijzigingen plaats in de staf:
- Hoofdtrainer/Coach Peter Bosz verlengde zijn contract in maart 2015 met één jaar tot medio 2016.[38]
- Assistent-trainer Hendrie Krüzen keerde terug naar Heracles Almelo. Hij werd vervangen door Jon Dahl Tomasson die een contract voor twee seizoenen heeft getekend.[39]
- Pieter Sengkerij werd aangesteld als clubarts; hij verving Leo Heere.[40]

Halverwege het seizoen vertrok Peter Bosz naar Maccabi Tel Aviv, waarna Rob Maas aanvankelijk als interim-hoofdtrainer werd aangesteld. Een week later maakte Vitesse bekend dat Maas tot het einde van het seizoen aan zou blijven als hoofdtrainer. Na afloop van het laatste officiële duel op 8 mei 2016 maakte Maas bekend te stoppen als hoofdtrainer met ingang van het komende seizoen.
In maart 2016 werd bekend dat Jon Dahl Tomasson na afloop van het seizoen zal vertrekken om assistent-trainer te worden van het Deens voetbalelftal.
Overzicht trainersstaf
|                     | Naam                 | Functie                                                               | Contract tot                |
| ------------------- | -------------------- | --------------------------------------------------------------------- | --------------------------- |
| Vlag van Nederland  | Rob Maas             | Hoofdtrainer/Coach (vanaf 4 januari 2016; daarvoor assistent-trainer) | 30 juni 2016                |
| Vlag van Nederland  | Peter Bosz           | Hoofdtrainer/Coach (tot 4 januari 2016)                               | 30 juni 2016 4 januari 2016 |
| Vlag van Denemarken | Jon Dahl Tomasson    | Assistent-trainer                                                     | 30 juni 2017 30 juni 2016   |
| Vlag van Nederland  | John Lammers         | Assistent-trainer                                                     | 30 juni 2016                |
| Vlag van Nederland  | Raimond van der Gouw | Keeperstrainer                                                        | 30 juni 2017                |
| Vlag van Nederland  | Terry Peters         | Loop- en conditietrainer                                              | 30 juni 2016                |

Overige staf
|                    | Naam             | Functie                                    |
| ------------------ | ---------------- | ------------------------------------------ |
| Vlag van Nederland | Erwin Koenis     | Videoanalist                               |
| Vlag van Nederland | Jos Kortekaas    | Coördinator medische staf / Fysiotherapeut |
| Vlag van Nederland | Pieter Sengkerij | Clubarts                                   |
| Vlag van Nederland | Jasper Steens    | Fysiotherapeut                             |
| Vlag van Nederland | Mark Hendriks    | Masseur                                    |
| Vlag van Nederland | Mirjam Clifford  | Teammanager                                |
| Vlag van Nederland | Marco Kamphuis   | Materiaalman                               |
| Vlag van Nederland | Frits Hartemink  | Materiaalman                               |

## Selectie in het seizoen 2015/16
Tot de selectie 2015/16 worden alle spelers gerekend die gedurende (een deel van) het seizoen tot de selectie van het eerste elftal hebben behoord volgens Vitesse.nl, dus ook als ze bijvoorbeeld geen wedstrijd gespeeld hebben of tijdens het seizoen zijn vertrokken naar een andere club. De spelers van Jong Vitesse worden hier ook tot de selectie gerekend, als ze bij minimaal één officiële wedstrijd van het eerste elftal tot de wedstrijdselectie behoorden.

### Selectie
| Nr.             | Nat.                                  | Naam                  | Contract        | Geboortedatum     | Seizoen         | Vorige club                       | International 2015/16 | Debuut Vitesse    |
| Doelverdediging | Doelverdediging                       | Doelverdediging       | Doelverdediging | Doelverdediging   | Doelverdediging | Doelverdediging                   | Doelverdediging       |                   |
| --------------- | ------------------------------------- | --------------------- | --------------- | ----------------- | --------------- | --------------------------------- | --------------------- | ----------------- |
| 48              | Vlag van Nederland                    | Jeroen Houwen*1       | 2018            | 18 februari 1996  | 3e              | Vitesse Voetbal Academie          | –                     | –                 |
| 01              | Vlag van Nederland · Vlag van Curaçao | Eloy Room             | 2018            | 6 februari 1989   | 8e              | Go Ahead Eagles (verhuur Vitesse) | Curaçao               | 8 maart 2009      |
| 22              | Vlag van Nederland                    | Piet Velthuizen       | 2016            | 3 november 1986   | 10e             | Hércules Alicante                 | –                     | 31 december 2006  |
| Verdediging     |                                       |                       |                 |                   |                 |                                   |                       |                   |
| 35              | Vlag van Marokko · Vlag van Nederland | Rochdi Achenteh       | 2016            | 7 maart 1988      | 3e              | PEC Zwolle                        | Marokko               | 23 februari 2014  |
| 17              | Vlag van Nederland                    | Kevin Diks            | 2018            | 6 oktober 1996    | 2e              | Vitesse Voetbal Academie          | Nederland O21 & O20   | 24 augustus 2014  |
| 37              | Vlag van Georgië                      | Goeram Kasjia         | 2020            | 7 april 1987      | 6e              | FC Dinamo Tbilisi                 | Georgië               | 18 september 2010 |
| 06              | Vlag van Nederland                    | Arnold Kruiswijk      | 2017            | 2 november 1984   | 2e              | sc Heerenveen                     | –                     | 10 augustus 2014  |
| 05              | Vlag van Nederland                    | Kelvin Leerdam        | 2017            | 24 juni 1990      | 3e              | Feyenoord                         | –                     | 1 augustus 2013   |
| 49              | Vlag van Nederland                    | Julian Lelieveld*2    | 2020            | 24 november 1997  | 1e              | Vitesse Voetbal Academie          | Nederland O19         | 30 juli 2015      |
| 08              | Vlag van Japan                        | Kōsuke Ōta            | 2020            | 23 juli 1987      | 1e              | FC Tokyo                          | Japan                 | 16 januari 2016   |
| 44              | Vlag van Nederland                    | Thomas Oude Kotte*1   | 2018            | 20 maart 1996     | 1e              | Vitesse Voetbal Academie          | –                     | 19 april 2016     |
| 45              | Vlag van Nederland                    | Leeroy Schorea*1      | 2018            | 3 maart 1997      | 1e              | Vitesse Voetbal Academie          | –                     | –                 |
| 03              | Vlag van Nederland                    | Maikel van der Werff  | 2019            | 22 april 1989     | 1e              | PEC Zwolle                        | –                     | 6 augustus 2015   |
| Middenveld      |                                       |                       |                 |                   |                 |                                   |                       |                   |
| 34              | Vlag van Engeland                     | Lewis Baker           | 2016            | 25 april 1995     | 1e              | Chelsea FC                        | Engeland O21          | 30 juli 2015      |
| 40              | Vlag van Nederland                    | Elmo Lieftink         | 2016            | 3 februari 1994   | 2e              | Vitesse Voetbal Academie          | –                     | –                 |
| 18              | Vlag van Zimbabwe                     | Marvelous Nakamba     | 2018            | 19 januari 1994   | 2e              | AS Nancy                          | Zimbabwe              | 27 september 2014 |
| 41              | Vlag van Nederland                    | Mohammed Osman        | 2018            | 1 januari 1994    | 1e              | Vitesse Voetbal Academie          | –                     | 14 augustus 2015  |
| 20              | Vlag van Servië                       | Danilo Pantić         | 2016            | 26 oktober 1996   | 1e              | Chelsea FC                        | Servië O21            | 30 juli 2015      |
| 10              | Vlag van Georgië                      | Valeri Qazaishvili    | 2018            | 29 januari 1993   | 5e              | Sioni Bolnisi                     | Georgië               | 27 november 2011  |
| 21              | Vlag van Israël                       | Sheran Yeini          | 2019            | 8 december 1986   | 1e              | Maccabi Tel Aviv                  | Israël                | 13 september 2015 |
| Aanval          |                                       |                       |                 |                   |                 |                                   |                       |                   |
| 13              | Vlag van Brazilië                     | Nathan Allan de Souza | 2016            | 13 maart 1996     | 1e              | Chelsea FC                        | –                     | 6 augustus 2015   |
| 42              | Vlag van Nederland                    | Mitchell van Bergen*3 | 2018            | 27 augustus 1999  | 1e              | Vitesse Voetbal Academie          | Nederland O17         | 18 december 2015  |
| 07              | Vlag van Engeland                     | Isaiah Brown          | 2016            | 7 januari 1997    | 1e              | Chelsea FC                        | Engeland O19          | 30 juli 2015      |
| 14              | Vlag van Nigeria · Vlag van Zweden    | Abiola Dauda          | 2017            | 3 februari 1988   | 2e              | Rode Ster Belgrado                | –                     | 16 augustus 2014  |
| 09              | Vlag van Servië                       | Uroš Đurđević         | 2018            | 2 maart 1994      | 3e              | FK Rad                            | –                     | 7 februari 2014   |
| 30              | Vlag van Ecuador                      | Renato Ibarra         | 2017            | 20 januari 1991   | 5e              | Club Deportivo El Nacional        | Ecuador               | 27 november 2011  |
| 11              | Vlag van Oekraïne                     | Denys Oliynyk         | 2016            | 16 juni 1987      | 2e              | Dnipro Dnipropetrovsk             | Oekraïne              | 10 augustus 2014  |
| 26              | Vlag van Albanië                      | Milot Rashica         | 2018            | 28 juni 1996      | 1e              | KF Kosova Vushtrri                | Albanië & O21         | 30 juli 2015      |
| 09              | Vlag van Engeland                     | Dominic Solanke       | 2016            | 14 september 1997 | 1e              | Chelsea FC                        | Engeland O21 & O19    | 23 augustus 2015  |
| 43              | Vlag van China                        | Yuning Zhang*4        | 2017            | 5 januari 1997    | 1e              | Hangzhou Greentown FC             | China O23             | 13 februari 2016  |

*2; Lelieveld begon als speler van Jong Vitesse maar werd kort na de start van het seizoen ook een periode tot het eerste elftal gerekend.

*3; Betreft een speler van de Vitesse Voetbal Academie die bij minimaal één wedstrijd voor het eerste elftal uitkwam.

### Statistieken
Legenda
| - W Wedstrijden - Doelpunten | - Gele kaarten (inclusief 2× geel) - 2× gele kaart in 1 wedstrijd - Rode kaarten (inclusief 2× geel) | - B Bankzitter, zonder speeltijd - min Speelminuten (exclusief blessuretijd) |

| Naam                  | Eredivisie      | Eredivisie      | Eredivisie      | Eredivisie      | Eredivisie      | Eredivisie      | Eredivisie      |                 | KNVB beker      | KNVB beker      | KNVB beker      | KNVB beker      | KNVB beker      | KNVB beker      | KNVB beker      |                 | Europa League   | Europa League   | Europa League   | Europa League   | Europa League   | Europa League   | Europa League   |                 | Totaal          | Totaal          | Totaal          | Totaal          | Totaal          | Totaal          | Totaal          |
| Naam                  | W               |                 |                 |                 |                 | B               | min             |                 | W               |                 |                 |                 |                 | B               | min             |                 | W               |                 |                 |                 |                 | B               | min             |                 | W               |                 |                 |                 |                 | B               | min             |
| Doelverdediging       | Doelverdediging | Doelverdediging | Doelverdediging | Doelverdediging | Doelverdediging | Doelverdediging | Doelverdediging | Doelverdediging | Doelverdediging | Doelverdediging | Doelverdediging | Doelverdediging | Doelverdediging | Doelverdediging | Doelverdediging | Doelverdediging | Doelverdediging | Doelverdediging | Doelverdediging | Doelverdediging | Doelverdediging | Doelverdediging | Doelverdediging | Doelverdediging | Doelverdediging | Doelverdediging | Doelverdediging | Doelverdediging | Doelverdediging | Doelverdediging | Doelverdediging |
| --------------------- | --------------- | --------------- | --------------- | --------------- | --------------- | --------------- | --------------- | --------------- | --------------- | --------------- | --------------- | --------------- | --------------- | --------------- | --------------- | --------------- | --------------- | --------------- | --------------- | --------------- | --------------- | --------------- | --------------- | --------------- | --------------- | --------------- | --------------- | --------------- | --------------- | --------------- | --------------- |
| Jeroen Houwen         | 0               | 0               | 0               | 0               | 0               | 4               | 0               |                 | 0               | 0               | 0               | 0               | 0               | 0               | 0               |                 | 0               | 0               | 0               | 0               | 0               | 0               | 0               |                 | 0               | 0               | 0               | 0               | 0               | 4               | 0               |
| Eloy Room             | 34              | 0               | 0               | 0               | 0               | 0               | 3060            |                 | 0               | 0               | 0               | 0               | 0               | 1               | 0               |                 | 2               | 0               | 0               | 0               | 0               | 0               | 180             |                 | 36              | 0               | 0               | 0               | 0               | 1               | 3240            |
| Piet Velthuizen       | 0               | 0               | 0               | 0               | 0               | 30              | 0               |                 | 1               | 0               | 1               | 0               | 0               | 0               | 120             |                 | 0               | 0               | 0               | 0               | 0               | 2               | 0               |                 | 1               | 0               | 1               | 0               | 0               | 32              | 120             |
| Verdediging           |                 |                 |                 |                 |                 |                 |                 |                 |                 |                 |                 |                 |                 |                 |                 |                 |                 |                 |                 |                 |                 |                 |                 |                 |                 |                 |                 |                 |                 |                 |                 |
| Rochdi Achenteh       | 5               | 0               | 0               | 0               | 0               | 9               | 450             |                 | 0               | 0               | 0               | 0               | 0               | 0               | 0               |                 | 2               | 0               | 1               | 0               | 0               | 0               | 108             |                 | 7               | 0               | 1               | 0               | 0               | 9               | 558             |
| Kevin Diks            | 30              | 2               | 5               | 0               | 0               | 3               | 2558            |                 | 1               | 0               | 0               | 0               | 0               | 0               | 120             |                 | 2               | 0               | 1               | 0               | 0               | 0               | 180             |                 | 33              | 2               | 6               | 0               | 0               | 3               | 2858            |
| Goeram Kasjia         | 27              | 5               | 3               | 0               | 0               | 6               | 2340            |                 | 1               | 0               | 2               | 1               | 1               | 0               | 90              |                 | 2               | 0               | 0               | 0               | 0               | 0               | 180             |                 | 30              | 5               | 5               | 1               | 1               | 6               | 2610            |
| Arnold Kruiswijk      | 22              | 0               | 2               | 0               | 0               | 5               | 1691            |                 | 1               | 0               | 0               | 0               | 0               | 0               | 37              |                 | 0               | 0               | 0               | 0               | 0               | 0               | 0               |                 | 23              | 0               | 2               | 0               | 0               | 5               | 1728            |
| Kelvin Leerdam        | 15              | 1               | 4               | 0               | 0               | 4               | 1269            |                 | 1               | 0               | 1               | 0               | 0               | 0               | 120             |                 | 2               | 0               | 0               | 0               | 0               | 0               | 180             |                 | 18              | 1               | 5               | 0               | 0               | 4               | 1569            |
| Julian Lelieveld      | 1               | 0               | 0               | 0               | 0               | 4               | 90              |                 | 0               | 0               | 0               | 0               | 0               | 0               | 0               |                 | 1               | 0               | 0               | 0               | 0               | 1               | 0               |                 | 2               | 0               | 0               | 0               | 0               | 5               | 90              |
| Kōsuke Ōta            | 16              | 0               | 6               | 1               | 1               | 0               | 1415            |                 | 0               | 0               | 0               | 0               | 0               | 0               | 0               |                 | 0               | 0               | 0               | 0               | 0               | 0               | 0               |                 | 16              | 0               | 6               | 1               | 1               | 0               | 1415            |
| Thomas Oude Kotte     | 2               | 0               | 0               | 0               | 0               | 3               | 90              |                 | 0               | 0               | 0               | 0               | 0               | 0               | 0               |                 | 0               | 0               | 0               | 0               | 0               | 0               | 0               |                 | 2               | 0               | 0               | 0               | 0               | 3               | 90              |
| Leeroy Schorea        | 0               | 0               | 0               | 0               | 0               | 1               | 0               |                 | 0               | 0               | 0               | 0               | 0               | 0               | 0               |                 | 0               | 0               | 0               | 0               | 0               | 0               | 0               |                 | 0               | 0               | 0               | 0               | 0               | 1               | 0               |
| Maikel van der Werff  | 26              | 0               | 5               | 0               | 0               | 5               | 2285            |                 | 1               | 0               | 0               | 0               | 0               | 0               | 120             |                 | 1               | 0               | 0               | 0               | 0               | 1               | 72              |                 | 28              | 0               | 5               | 0               | 0               | 6               | 2477            |
| Middenveld            |                 |                 |                 |                 |                 |                 |                 |                 |                 |                 |                 |                 |                 |                 |                 |                 |                 |                 |                 |                 |                 |                 |                 |                 |                 |                 |                 |                 |                 |                 |                 |
| Lewis Baker           | 31              | 5               | 2               | 0               | 0               | 3               | 2085            |                 | 1               | 0               | 0               | 0               | 0               | 0               | 52              |                 | 2               | 0               | 0               | 0               | 0               | 0               | 171             |                 | 34              | 5               | 2               | 0               | 0               | 3               | 2308            |
| Elmo Lieftink         | 0               | 0               | 0               | 0               | 0               | 9               | 0               |                 | 0               | 0               | 0               | 0               | 0               | 0               | 0               |                 | 0               | 0               | 0               | 0               | 0               | 0               | 0               |                 | 0               | 0               | 0               | 0               | 0               | 9               | 0               |
| Marvelous Nakamba     | 30              | 1               | 6               | 1               | 1               | 1               | 2608            |                 | 1               | 0               | 2               | 1               | 1               | 0               | 81              |                 | 2               | 0               | 0               | 0               | 0               | 0               | 180             |                 | 33              | 1               | 8               | 2               | 2               | 1               | 2869            |
| Mohammed Osman        | 1               | 0               | 0               | 0               | 0               | 15              | 9               |                 | 0               | 0               | 0               | 0               | 0               | 0               | 0               |                 | 0               | 0               | 0               | 0               | 0               | 2               | 0               |                 | 1               | 0               | 0               | 0               | 0               | 17              | 9               |
| Danilo Pantić         | 6               | 0               | 0               | 0               | 0               | 12              | 94              |                 | 0               | 0               | 0               | 0               | 0               | 0               | 0               |                 | 2               | 0               | 0               | 0               | 0               | 0               | 32              |                 | 8               | 0               | 0               | 0               | 0               | 12              | 126             |
| Valeri Qazaishvili    | 33              | 10              | 0               | 0               | 0               | 0               | 2649            |                 | 1               | 0               | 0               | 0               | 0               | 0               | 68              |                 | 2               | 0               | 0               | 0               | 0               | 0               | 157             |                 | 36              | 10              | 0               | 0               | 0               | 0               | 2874            |
| Sheran Yeini          | 26              | 1               | 5               | 0               | 0               | 2               | 2123            |                 | 1               | 0               | 1               | 0               | 0               | 0               | 120             |                 | 0               | 0               | 0               | 0               | 0               | 0               | 0               |                 | 27              | 1               | 6               | 0               | 0               | 2               | 2243            |
| Aanval                |                 |                 |                 |                 |                 |                 |                 |                 |                 |                 |                 |                 |                 |                 |                 |                 |                 |                 |                 |                 |                 |                 |                 |                 |                 |                 |                 |                 |                 |                 |                 |
| Nathan Allan de Souza | 18              | 2               | 0               | 0               | 0               | 3               | 543             |                 | 0               | 0               | 0               | 0               | 0               | 1               | 0               |                 | 1               | 0               | 0               | 0               | 0               | 0               | 21              |                 | 19              | 2               | 0               | 0               | 0               | 4               | 564             |
| Mitchell van Bergen   | 1               | 0               | 0               | 0               | 0               | 2               | 4               |                 | 0               | 0               | 0               | 0               | 0               | 0               | 0               |                 | 0               | 0               | 0               | 0               | 0               | 0               | 0               |                 | 1               | 0               | 0               | 0               | 0               | 2               | 4               |
| Isaiah Brown          | 22              | 1               | 2               | 0               | 0               | 4               | 1032            |                 | 0               | 0               | 0               | 0               | 0               | 1               | 0               |                 | 2               | 0               | 1               | 0               | 0               | 0               | 159             |                 | 24              | 1               | 3               | 0               | 0               | 5               | 1191            |
| Abiola Dauda          | 11              | 3               | 0               | 0               | 0               | 6               | 404             |                 | 0               | 0               | 0               | 0               | 0               | 1               | 0               |                 | 0               | 0               | 0               | 0               | 0               | 1               | 0               |                 | 11              | 3               | 0               | 0               | 0               | 8               | 404             |
| Uroš Đurđević         | 1               | 0               | 0               | 0               | 0               | 0               | 8               |                 | 0               | 0               | 0               | 0               | 0               | 0               | 0               |                 | 1               | 0               | 0               | 0               | 0               | 1               | 60              |                 | 2               | 0               | 0               | 0               | 0               | 1               | 68              |
| Renato Ibarra         | 16              | 0               | 2               | 0               | 0               | 8               | 884             |                 | 1               | 0               | 2               | 1               | 1               | 0               | 63              |                 | 0               | 0               | 0               | 0               | 0               | 0               | 0               |                 | 17              | 0               | 4               | 1               | 1               | 8               | 947             |
| Denys Oliynyk         | 25              | 5               | 3               | 0               | 1               | 5               | 1593            |                 | 1               | 1               | 0               | 0               | 0               | 0               | 83              |                 | 2               | 0               | 0               | 0               | 0               | 0               | 180             |                 | 28              | 6               | 3               | 0               | 1               | 5               | 1856            |
| Milot Rashica         | 31              | 8               | 3               | 0               | 0               | 0               | 2369            |                 | 1               | 0               | 0               | 0               | 0               | 0               | 30              |                 | 2               | 0               | 0               | 0               | 0               | 0               | 120             |                 | 34              | 8               | 3               | 0               | 0               | 0               | 2519            |
| Dominic Solanke       | 25              | 7               | 0               | 0               | 0               | 0               | 1811            |                 | 1               | 0               | 0               | 0               | 0               | 0               | 90              |                 | 0               | 0               | 0               | 0               | 0               | 0               | 0               |                 | 26              | 7               | 0               | 0               | 0               | 0               | 1901            |
| Yuning Zhang          | 8               | 2               | 0               | 0               | 0               | 5               | 148             |                 | 0               | 0               | 0               | 0               | 0               | 0               | 0               |                 | 0               | 0               | 0               | 0               | 0               | 0               | 0               |                 | 8               | 2               | 0               | 0               | 0               | 5               | 148             |
| Totaal                | 34              | 55              | 48              | 2               | 3               | 149             | 3060            |                 | 1               | 1               | 9               | 3               | 3               | 4               | 120             |                 | 2               | 0               | 3               | 0               | 0               | 8               | 180             |                 | 37              | 56              | 60              | 5               | 6               | 161             | 3360            |
|                       | W               |                 |                 |                 |                 | B               | min             |                 | W               |                 |                 |                 |                 | B               | min             |                 | W               |                 |                 |                 |                 | B               | min             |                 | W               |                 |                 |                 |                 | B               | min             |
| Eredivisie            | Eredivisie      | Eredivisie      | Eredivisie      | Eredivisie      | Eredivisie      | Eredivisie      |                 | KNVB beker      | KNVB beker      | KNVB beker      | KNVB beker      | KNVB beker      | KNVB beker      | KNVB beker      |                 | Europa League   | Europa League   | Europa League   | Europa League   | Europa League   | Europa League   | Europa League   |                 | Totaal          | Totaal          | Totaal          | Totaal          | Totaal          | Totaal          | Totaal          |                 |

#### Topscorers
Legenda
- Doelpunten (inclusief strafschoppen)
- Waarvan strafschoppen

| Nr.                         | Naam                        | Doelpunt(en) | Gescoord met penalty |
| --------------------------- | --------------------------- | ------------ | -------------------- |
| 1                           | Valeri Qazaishvili          | 10           | 1                    |
| 2                           | Milot Rashica               | 8            | 0                    |
| 3                           | Dominic Solanke             | 7            | 2                    |
| 4                           | Lewis Baker                 | 5            | 2                    |
| 4                           | Goeram Kasjia               | 5            | 0                    |
| 4                           | Denys Oliynyk               | 5            | 1                    |
| 7                           | Abiola Dauda                | 3            | 0                    |
| 8                           | Nathan Allan de Souza       | 2            | 0                    |
| 8                           | Kevin Diks                  | 2            | 0                    |
| 8                           | Yuning Zhang                | 2            | 0                    |
| 11                          | Isaiah Brown                | 1            | 0                    |
| 11                          | Kelvin Leerdam              | 1            | 0                    |
| 11                          | Marvelous Nakamba           | 1            | 0                    |
| 11                          | Sheran Yeini                | 1            | 0                    |
| Eigen doelpunt tegenstander | Eigen doelpunt tegenstander | 2            | 0                    |
| Totaal                      | Totaal                      | 55           | 6                    |

| Nr.    | Naam          | Doelpunt(en) | Gescoord met penalty |
| ------ | ------------- | ------------ | -------------------- |
| 1      | Denys Oliynyk | 1            | 0                    |
| Totaal | Totaal        | 1            | 0                    |

| Nr.    | Naam   | Doelpunt(en) | Gescoord met penalty |
| ------ | ------ | ------------ | -------------------- |
| -      | -      | 0            | 0                    |
| Totaal | Totaal | 0            | 0                    |

| Nr.                         | Naam                        | Doelpunt(en) | Gescoord met penalty |
| --------------------------- | --------------------------- | ------------ | -------------------- |
| 1                           | Valeri Qazaishvili          | 10           | 1                    |
| 2                           | Milot Rashica               | 8            | 0                    |
| 3                           | Dominic Solanke             | 7            | 2                    |
| 4                           | Denys Oliynyk               | 6            | 1                    |
| 5                           | Lewis Baker                 | 5            | 2                    |
| 5                           | Goeram Kasjia               | 5            | 0                    |
| 7                           | Abiola Dauda                | 3            | 0                    |
| 8                           | Nathan Allan de Souza       | 2            | 0                    |
| 8                           | Kevin Diks                  | 2            | 0                    |
| 8                           | Yuning Zhang                | 2            | 0                    |
| 11                          | Isaiah Brown                | 1            | 0                    |
| 11                          | Kelvin Leerdam              | 1            | 0                    |
| 11                          | Marvelous Nakamba           | 1            | 0                    |
| 11                          | Sheran Yeini                | 1            | 0                    |
| Eigen doelpunt tegenstander | Eigen doelpunt tegenstander | 2            | 0                    |
| Totaal                      | Totaal                      | 56           | 6                    |

| Nr.                         | Naam                        | Doelpunt(en) | Gescoord met penalty |
| --------------------------- | --------------------------- | ------------ | -------------------- |
| 1                           | Nathan Allan de Souza       | 2            | 0                    |
| 1                           | Uroš Đurđević               | 2            | 0                    |
| 1                           | Valeri Qazaishvili          | 2            | 0                    |
| 1                           | Milot Rashica               | 2            | 0                    |
| 1                           | Jesse Schuurman             | 2            | 0                    |
| 1                           | Dominic Solanke             | 2            | 0                    |
| 1                           | Lars ten Teije              | 2            | 0                    |
| 1                           | Maikel van der Werff        | 2            | 0                    |
| 1                           | Yuning Zhang                | 2            | 0                    |
| 10                          | Isaiah Brown                | 1            | 1                    |
| 10                          | Cali Daniel                 | 1            | 0                    |
| 10                          | Abiola Dauda                | 1            | 0                    |
| 10                          | Ewout Gouw                  | 1            | 0                    |
| 10                          | Goeram Kasjia               | 1            | 0                    |
| 10                          | Elmo Lieftink               | 1            | 0                    |
| 10                          | Anil Mercan                 | 1            | 0                    |
| 10                          | Jovi Munter                 | 1            | 0                    |
| 10                          | Marvelous Nakamba           | 1            | 0                    |
| 10                          | Denys Oliynyk               | 1            | 0                    |
| 10                          | Mohammed Osman              | 1            | 0                    |
| 10                          | Eloy Room                   | 1            | 1                    |
| 10                          | Piet Velthuizen             | 1            | 1                    |
| Eigen doelpunt tegenstander | Eigen doelpunt tegenstander | 1            | 0                    |
| Totaal                      | Totaal                      | 32           | 3                    |

#### Kaarten & schorsingen
Legenda
| - Gele kaarten (inclusief 2× geel) - 2× gele kaart in 1 wedstrijd |  | - Rode kaarten (inclusief 2× geel) - Geschorste wedstrijden |

| Naam                 | Gele kaart(en) | Twee gele kaarten in één wedstrijd | Rode kaart(en) | Geschorste wedstrijd(en) |
| -------------------- | -------------- | ---------------------------------- | -------------- | ------------------------ |
| Marvelous Nakamba*4  | 6              | 1                                  | 1              | 1                        |
| Kōsuke Ōta           | 6              | 1                                  | 1              | 1                        |
| Kevin Diks           | 5              | 0                                  | 0              | 1                        |
| Maikel van der Werff | 5              | 0                                  | 0              | 1                        |
| Sheran Yeini         | 5              | 0                                  | 0              | 1                        |
| Kelvin Leerdam       | 4              | 0                                  | 0              | 0                        |
| Denys Oliynyk*2      | 3              | 0                                  | 1              | 3                        |
| Goeram Kasjia*1*4    | 3              | 0                                  | 0              | 0                        |
| Milot Rashica        | 3              | 0                                  | 0              | 0                        |
| Lewis Baker          | 2              | 0                                  | 0              | 0                        |
| Isaiah Brown         | 2              | 0                                  | 0              | 0                        |
| Renato Ibarra*1*4    | 2              | 0                                  | 0              | 0                        |
| Arnold Kruiswijk     | 2              | 0                                  | 0              | 0                        |

| Naam                | Gele kaart(en) | Twee gele kaarten in één wedstrijd | Rode kaart(en) | Geschorste wedstrijd(en) |
| ------------------- | -------------- | ---------------------------------- | -------------- | ------------------------ |
| Renato Ibarra*3     | 2              | 1                                  | 1              | 0                        |
| Goeram Kasjia*3     | 2              | 1                                  | 1              | 0                        |
| Marvelous Nakamba*3 | 2              | 1                                  | 1              | 0                        |
| Kelvin Leerdam      | 1              | 0                                  | 0              | 0                        |
| Piet Velthuizen     | 1              | 0                                  | 0              | 0                        |
| Sheran Yeini        | 1              | 0                                  | 0              | 0                        |

| Naam            | Gele kaart(en) | Twee gele kaarten in één wedstrijd | Rode kaart(en) | Geschorste wedstrijd(en) |
| --------------- | -------------- | ---------------------------------- | -------------- | ------------------------ |
| Rochdi Achenteh | 1              | 0                                  | 0              | 0                        |
| Isaiah Brown    | 1              | 0                                  | 0              | 0                        |
| Kevin Diks      | 1              | 0                                  | 0              | 0                        |

*1 In de laatste twee competitiewedstrijden van het seizoen 2014/'15 hebben Renato Ibarra en Goeram Kasjia één gele kaart gekregen. Deze gele kaarten tellen mee bij het totaal van het seizoen 2015/'16 voor het bepalen van schorsingen, maar zijn niet weergegeven omdat deze kaarten niet in dit seizoen zijn gegeven.

*2 Denys Oliynyk kreeg per 10 augustus 2015 een schorsing van drie duels (+één voorwaardelijk) voor de met een rode kaart bestrafte elleboogstoot in het duel tegen Willem II op 9 augustus.

*3 In het bekerduel tegen Heracles Almelo op 23 september 2015 kregen Ibarra, Kasjia en Nakamba elk twee gele kaarten. De schorsingen hiervan werden meegenomen naar het volgende seizoen.

*4 In de laatste twee competitiewedstrijden van het seizoen hebben Renato Ibarra, Marvelous Nakamba en Goeram Kasjia één gele kaart gekregen.
De in het seizoen 2015/16 gegeven kaarten in officiële wedstrijden staan in bovenstaande tabellen; daarnaast is voor het bepalen van schorsingen het onderstaande uit de KNVB-reglementen van toepassing:
- In de Eredivisie volgt een wedstrijd schorsing na de 5e, 10e en elke volgende gele kaart.
- Bij twee gele kaarten in één wedstrijd volgt (naast rood) een wedstrijd schorsing, maar tellen de kaarten niet mee bij het totaal van gele kaarten.
- Een gele kaart gegeven voorafgaand aan een "direct rood" in één wedstrijd telt wel mee voor het totaal van gele kaarten.
- Gele kaarten in de laatste twee competitiewedstrijden, waarop (nog) geen schorsing volgt, gaan mee naar het volgende seizoen. De overige gele kaarten vervallen na het seizoen.
- Voor de KNVB beker en de Play-offs gelden aparte regels. In de KNVB beker volgt een beker-wedstrijd schorsing na de 2e, 4e en elke volgende gele kaart; kaarten zonder schorsing vervallen na het seizoen. In de Play-offs volgt een play-off-wedstrijd schorsing na de 2e, 4e en elke volgende gele kaart; kaarten zonder schorsing vervallen na het seizoen.
- Aan het einde van het seizoen nog "openstaande" schorsingen gaan mee naar het volgende seizoen.

Voor de UEFA Europa League 2015/16 gold:
- Gele kaarten in de voorronden: bij de 3e en 5e gele kaart volgde één wedstrijd schorsing. Kaarten zonder schorsing én openstaande schorsingen van gele kaarten vervielen na de play-offs ronde.
- Rode kaarten: een speler kreeg één wedstrijd schorsing bij een rode kaart. De Control, Ethics and Disciplinary Body van de UEFA kon deze straf eventueel verzwaren.

### Mutaties

#### Aangetrokken in de zomer
| Speler                | Vorige club                 | Contract tot        |
| --------------------- | --------------------------- | ------------------- |
| Nathan Allan de Souza | Chelsea FC                  | 2016 (op huurbasis) |
| Lewis Baker           | Chelsea FC                  | 2016 (op huurbasis) |
| Isaiah Brown          | Chelsea FC                  | 2016 (op huurbasis) |
| Robin Gosens*1        | FC Dordrecht (was verhuurd) | 2016                |
| Danilo Pantić         | Chelsea FC                  | 2016 (op huurbasis) |
| Milot Rashica         | KF Kosova Vushtrri          | 2018                |
| Dominic Solanke       | Chelsea FC                  | 2016 (op huurbasis) |
| Maikel van der Werff  | PEC Zwolle                  | 2019                |
| Sheran Yeini          | Maccabi Tel Aviv            | 2019                |
| Yuning Zhang          | Hangzhou Greentown FC       | 2017                |

*1 Vertrok ook weer in dezelfde transferperiode.

#### Vertrokken in de zomer
| Speler                      | Nieuwe club           | Mutatietype         |
| --------------------------- | --------------------- | ------------------- |
| Tristan Berghuis*1          | PEC Zwolle            | Einde contract      |
| Gino Bosz                   | Heracles Almelo       | Transfer            |
| Uroš Đurđević               | US Palermo            | Ontbinding contract |
| Tarik Evre*1                | PEC Zwolle            | Einde contract      |
| Robin Gosens*1              | Heracles Almelo       | Transfer            |
| Mohamed Hamdaoui*1          | Go Ahead Eagles       | Transfer            |
| Jan-Arie van der Heijden    | Feyenoord             | Einde contract      |
| Marijn de Kler*1            | Heracles Almelo       | Einde contract      |
| Zakaria Labyad              | Sporting Lissabon     | Einde huurperiode   |
| Tim Linthorst*1             | De Graafschap         | Einde contract      |
| Josh McEachran              | Chelsea FC            | Einde huurperiode   |
| Abdel Metalsi*1             | Almere City FC        | Einde contract      |
| Dan Mori                    | Bnei Jehoeda Tel Aviv | Einde contract      |
| Wallace Oliveira dos Santos | Chelsea FC            | Einde huurperiode   |
| Davy Pröpper                | PSV                   | Transfer            |
| Bertrand Traoré             | Chelsea FC            | Einde huurperiode   |
| Marko Vejinović             | Feyenoord             | Transfer            |

*1 Speelde geen officiële wedstrijden voor het eerste elftal van Vitesse.

#### Aangetrokken in de winter
| Speler     | Vorige club | Contract tot |
| ---------- | ----------- | ------------ |
| Kōsuke Ōta | FC Tokyo    | 2020         |

#### Vertrokken in de winter
| Speler          | Nieuwe club            | Mutatietype |
| --------------- | ---------------------- | ----------- |
| Rochdi Achenteh | Willem II              | Transfer    |
| Abiola Dauda    | Heart of Midlothian FC | Verhuurd    |

#### Contractverlenging
| Speler           | Contract oud | Contract nieuw |
| ---------------- | ------------ | -------------- |
| Goeram Kasjia    | 2016         | 2020           |
| Julian Lelieveld | 2016         | 2020           |
| Mohammed Osman   | 2016         | 2018           |

## Wedstrijden

### Eredivisie
Speelronde 1:
| zondag 9 augustus 2015, 16:45 | Willem II      | 1–1 (0–0) | Vitesse     | Opstelling Willem II | Opstelling Vitesse |  |
| Stadion: Koning Willem II-stadion, Tilburg Toeschouwers: 11.000 Arbiter: Kamphuis Assistenten: Van de Ven Assistenten: Polman 4de official: Martens | Falkenburg 64' |           | 74' Oliynyk | Lamprou, Van der Struijk 88' ( Joppen), D. Wuytens, Peters 9', Koppers, Ojo, Falkenburg 71' ( Braber), S. Wuytens, De Sa 61' 78' ( Mathieu), Živković, Andrade RESERVEBANK: Meul, Ligeon, Pluim, Vleugels | Room, Diks, Kasjia , Leerdam 38', Achenteh, Qazaishvili 71' ( Pantić), Baker, Nakamba, Brown 65' ( Nathan), Rashica 82' ( Đurđević), Oliynyk 90+3' RESERVEBANK: Velthuizen, Lieftink, Osman, Lelieveld |  |
| Stadion: Koning Willem II-stadion, Tilburg Toeschouwers: 11.000 Arbiter: Kamphuis Assistenten: Van de Ven Assistenten: Polman 4de official: Martens |                |           |             | Lamprou, Van der Struijk 88' ( Joppen), D. Wuytens, Peters 9', Koppers, Ojo, Falkenburg 71' ( Braber), S. Wuytens, De Sa 61' 78' ( Mathieu), Živković, Andrade RESERVEBANK: Meul, Ligeon, Pluim, Vleugels | Room, Diks, Kasjia , Leerdam 38', Achenteh, Qazaishvili 71' ( Pantić), Baker, Nakamba, Brown 65' ( Nathan), Rashica 82' ( Đurđević), Oliynyk 90+3' RESERVEBANK: Velthuizen, Lieftink, Osman, Lelieveld |  |
| Stadion: Koning Willem II-stadion, Tilburg Toeschouwers: 11.000 Arbiter: Kamphuis Assistenten: Van de Ven Assistenten: Polman 4de official: Martens |                |           |             | Lamprou, Van der Struijk 88' ( Joppen), D. Wuytens, Peters 9', Koppers, Ojo, Falkenburg 71' ( Braber), S. Wuytens, De Sa 61' 78' ( Mathieu), Živković, Andrade RESERVEBANK: Meul, Ligeon, Pluim, Vleugels | Room, Diks, Kasjia , Leerdam 38', Achenteh, Qazaishvili 71' ( Pantić), Baker, Nakamba, Brown 65' ( Nathan), Rashica 82' ( Đurđević), Oliynyk 90+3' RESERVEBANK: Velthuizen, Lieftink, Osman, Lelieveld |  |
| Bijz.: Wedstrijd leek geen doorgang te kunnen vinden door staking politie, maar uitstel werd voorkomen door inzet extra stewards                    |                |           |             | | |  |

Speelronde 2:
| vrijdag 14 augustus 2015, 20:00                                                                                                 | Vitesse                                 | 3–0 (1–0) | Roda JC Kerkrade | Opstelling Vitesse | Opstelling Roda JC Kerkrade |  |
| Stadion: GelreDome, Arnhem Toeschouwers: 13.212 Arbiter: Braamhaar Assistenten: Geutjes Assistenten: Brink 4de official: Berben | Baker 45+1' (pen.) Dauda 68' Nathan 80' |           |                  | Room, Diks 73' ( Kruiswijk), Kasjia , Leerdam, Achenteh, Qazaishvili, Baker, Nakamba 81' ( Osman), Rashica 69' ( Nathan), Dauda, Brown RESERVEBANK: Velthuizen, Pantić, Ibarra, Lelieveld | Van Leer, Dijkhuizen 45+2' 87' ( Werker), Swinkels, Sankoh , Van Peppen 45', Noor, Griffiths 73' ( Rutjes), Van Hyfte, Faik, Gyasi, Jansen 41' 46' ( Paulissen) RESERVEBANK: Verbist, Höcher, Van Son, Cicilia |  |
| Stadion: GelreDome, Arnhem Toeschouwers: 13.212 Arbiter: Braamhaar Assistenten: Geutjes Assistenten: Brink 4de official: Berben |                                         |           |                  | Room, Diks 73' ( Kruiswijk), Kasjia , Leerdam, Achenteh, Qazaishvili, Baker, Nakamba 81' ( Osman), Rashica 69' ( Nathan), Dauda, Brown RESERVEBANK: Velthuizen, Pantić, Ibarra, Lelieveld | Van Leer, Dijkhuizen 45+2' 87' ( Werker), Swinkels, Sankoh , Van Peppen 45', Noor, Griffiths 73' ( Rutjes), Van Hyfte, Faik, Gyasi, Jansen 41' 46' ( Paulissen) RESERVEBANK: Verbist, Höcher, Van Son, Cicilia |  |
| Stadion: GelreDome, Arnhem Toeschouwers: 13.212 Arbiter: Braamhaar Assistenten: Geutjes Assistenten: Brink 4de official: Berben |                                         |           |                  | Room, Diks 73' ( Kruiswijk), Kasjia , Leerdam, Achenteh, Qazaishvili, Baker, Nakamba 81' ( Osman), Rashica 69' ( Nathan), Dauda, Brown RESERVEBANK: Velthuizen, Pantić, Ibarra, Lelieveld | Van Leer, Dijkhuizen 45+2' 87' ( Werker), Swinkels, Sankoh , Van Peppen 45', Noor, Griffiths 73' ( Rutjes), Van Hyfte, Faik, Gyasi, Jansen 41' 46' ( Paulissen) RESERVEBANK: Verbist, Höcher, Van Son, Cicilia |  |
| Afwezig: Oliynyk (geschorst) |                                         |           |                  | | |  |

Speelronde 3:
| zondag 23 augustus 2015, 16:45 | Feyenoord                        | 2–0 (0–0) | Vitesse | Opstelling Feyenoord | Opstelling Vitesse |  |
| Stadion: Stadion Feijenoord, Rotterdam Toeschouwers: 47.500 Arbiter: Gözübüyük Assistenten: Simons Assistenten: Brondijk 4de official: Mulder | Kuijt 77' (pen.) Başacıkoğlu 79' |           |         | Vermeer, Karsdorp 58' ( Botteghin), Van Beek, Van der Heijden, Kongolo, Vejinović 84' ( Vilhena), Immers, El Ahmadi 60', Başacıkoğlu, Kâzım-Richards 67' ( Kramer), Kuijt 24' RESERVEBANK: Hahn, Elia, Nelom, Toornstra | Room, Diks, Kasjia , Kruiswijk, Achenteh, Nakamba, Baker 28', Qazaishvili, Rashica 62' ( Ibarra), Dauda 79' ( Solanke), Brown 66' ( Nathan) RESERVEBANK: Velthuizen, Van der Werff, Pantić, Osman |  |
| Stadion: Stadion Feijenoord, Rotterdam Toeschouwers: 47.500 Arbiter: Gözübüyük Assistenten: Simons Assistenten: Brondijk 4de official: Mulder |                                  |           |         | Vermeer, Karsdorp 58' ( Botteghin), Van Beek, Van der Heijden, Kongolo, Vejinović 84' ( Vilhena), Immers, El Ahmadi 60', Başacıkoğlu, Kâzım-Richards 67' ( Kramer), Kuijt 24' RESERVEBANK: Hahn, Elia, Nelom, Toornstra | Room, Diks, Kasjia , Kruiswijk, Achenteh, Nakamba, Baker 28', Qazaishvili, Rashica 62' ( Ibarra), Dauda 79' ( Solanke), Brown 66' ( Nathan) RESERVEBANK: Velthuizen, Van der Werff, Pantić, Osman |  |
| Stadion: Stadion Feijenoord, Rotterdam Toeschouwers: 47.500 Arbiter: Gözübüyük Assistenten: Simons Assistenten: Brondijk 4de official: Mulder |                                  |           |         | Vermeer, Karsdorp 58' ( Botteghin), Van Beek, Van der Heijden, Kongolo, Vejinović 84' ( Vilhena), Immers, El Ahmadi 60', Başacıkoğlu, Kâzım-Richards 67' ( Kramer), Kuijt 24' RESERVEBANK: Hahn, Elia, Nelom, Toornstra | Room, Diks, Kasjia , Kruiswijk, Achenteh, Nakamba, Baker 28', Qazaishvili, Rashica 62' ( Ibarra), Dauda 79' ( Solanke), Brown 66' ( Nathan) RESERVEBANK: Velthuizen, Van der Werff, Pantić, Osman |  |
| Afwezig: Oliynyk (geschorst) |                                  |           |         | | |  |

Speelronde 4:
| zondag 30 augustus 2015, 14:30                                                                                                  | Vitesse                                                       | 4–1 (2–1) | SC Cambuur        | Opstelling Vitesse | Opstelling SC Cambuur |  |
| Stadion: GelreDome, Arnhem Toeschouwers: 13.573 Arbiter: Lindhout Assistenten: Siebert Assistenten: Strijker 4de official: Otto | Baker 2' (pen.) 67' (pen.) Dauda 32' Kasjia 85' Solanke 90+1' |           | 28' Van de Streek | Room, Diks 8', Kasjia , Kruiswijk 79', Achenteh, Nakamba, Baker, Qazaishvili, Rashica 87' ( Brown), Dauda 75' ( Solanke), Nathan 67' ( Ibarra) RESERVEBANK: Velthuizen, Van der Werff, Pantić, Osman | Nienhuis 46' ( Zeinstra), Mac-Intosch 2', Dammers, Heerings 66', Peersman 80', Overgoor 77' ( Rosheuvel), Van de Streek, Bakker, Narsingh, Ogbeche, Houtkoop 61' ( Berisha) RESERVEBANK: Barto, Mašek, Anderson, Steblecki |  |
| Stadion: GelreDome, Arnhem Toeschouwers: 13.573 Arbiter: Lindhout Assistenten: Siebert Assistenten: Strijker 4de official: Otto |                                                               |           |                   | Room, Diks 8', Kasjia , Kruiswijk 79', Achenteh, Nakamba, Baker, Qazaishvili, Rashica 87' ( Brown), Dauda 75' ( Solanke), Nathan 67' ( Ibarra) RESERVEBANK: Velthuizen, Van der Werff, Pantić, Osman | Nienhuis 46' ( Zeinstra), Mac-Intosch 2', Dammers, Heerings 66', Peersman 80', Overgoor 77' ( Rosheuvel), Van de Streek, Bakker, Narsingh, Ogbeche, Houtkoop 61' ( Berisha) RESERVEBANK: Barto, Mašek, Anderson, Steblecki |  |
| Stadion: GelreDome, Arnhem Toeschouwers: 13.573 Arbiter: Lindhout Assistenten: Siebert Assistenten: Strijker 4de official: Otto |                                                               |           |                   | Room, Diks 8', Kasjia , Kruiswijk 79', Achenteh, Nakamba, Baker, Qazaishvili, Rashica 87' ( Brown), Dauda 75' ( Solanke), Nathan 67' ( Ibarra) RESERVEBANK: Velthuizen, Van der Werff, Pantić, Osman | Nienhuis 46' ( Zeinstra), Mac-Intosch 2', Dammers, Heerings 66', Peersman 80', Overgoor 77' ( Rosheuvel), Van de Streek, Bakker, Narsingh, Ogbeche, Houtkoop 61' ( Berisha) RESERVEBANK: Barto, Mašek, Anderson, Steblecki |  |
| Afwezig: Oliynyk (geschorst) |                                                               |           |                   | | |  |

Speelronde 5:
| zondag 13 september 2015, 16:45 | FC Utrecht                | 2–1 (1–1) | Vitesse    | Opstelling FC Utrecht | Opstelling Vitesse |  |
| Stadion: Stadion Galgenwaard, Utrecht Toeschouwers: 16.056 Arbiter: Nijhuis Assistenten: Van de Ven Assistenten: Schaap 4de official: Van de Graaf | Janssen 15' Ramselaar 51' |           | 19' Kasjia | Ruiter, Klaiber 70' ( Leeuwin), Van der Maarel, Letschert, Strieder 85' ( Ludwig), Nganioni, Janssen , Ramselaar, Ayoub 90+3', Haller 65' ( Rubin), Barazite RESERVEBANK: Bednarek, Kum, Diemers, Peterson | Room, Diks, Kasjia , Kruiswijk, Nakamba, Qazaishvili 46' ( Yeini), Baker, Oliynyk, Rashica, Dauda 58' ( Solanke), Nathan 75' ( Pantić) RESERVEBANK: Velthuizen, Van der Werff, Brown, Achenteh |  |
| Stadion: Stadion Galgenwaard, Utrecht Toeschouwers: 16.056 Arbiter: Nijhuis Assistenten: Van de Ven Assistenten: Schaap 4de official: Van de Graaf |                           |           |            | Ruiter, Klaiber 70' ( Leeuwin), Van der Maarel, Letschert, Strieder 85' ( Ludwig), Nganioni, Janssen , Ramselaar, Ayoub 90+3', Haller 65' ( Rubin), Barazite RESERVEBANK: Bednarek, Kum, Diemers, Peterson | Room, Diks, Kasjia , Kruiswijk, Nakamba, Qazaishvili 46' ( Yeini), Baker, Oliynyk, Rashica, Dauda 58' ( Solanke), Nathan 75' ( Pantić) RESERVEBANK: Velthuizen, Van der Werff, Brown, Achenteh |  |
| Stadion: Stadion Galgenwaard, Utrecht Toeschouwers: 16.056 Arbiter: Nijhuis Assistenten: Van de Ven Assistenten: Schaap 4de official: Van de Graaf |                           |           |            | Ruiter, Klaiber 70' ( Leeuwin), Van der Maarel, Letschert, Strieder 85' ( Ludwig), Nganioni, Janssen , Ramselaar, Ayoub 90+3', Haller 65' ( Rubin), Barazite RESERVEBANK: Bednarek, Kum, Diemers, Peterson | Room, Diks, Kasjia , Kruiswijk, Nakamba, Qazaishvili 46' ( Yeini), Baker, Oliynyk, Rashica, Dauda 58' ( Solanke), Nathan 75' ( Pantić) RESERVEBANK: Velthuizen, Van der Werff, Brown, Achenteh |  |
| |                           |           |            | | |  |

Speelronde 6: 
| zondag 20 september 2015, 16:45 | Vitesse                               | 3–0 (2–0) | De Graafschap | Opstelling Vitesse | Opstelling De Graafschap |  |
| Stadion: GelreDome, Arnhem Toeschouwers: 15.139 Arbiter: Van den Kerkhof Assistenten: Kleinjan Assistenten: Dobre 4de official: Oostrom | Kasjia 6' Qazaishvili 21' Rashica 73' |           |               | Room, Diks 27' ( Van der Werff), Kasjia , Kruiswijk, Achenteh, Yeini, Baker, Qazaishvili 57' ( Pantić), Rashica, Solanke, Nathan 77' ( Brown) RESERVEBANK: Velthuizen, Dauda, Nakamba, Ibarra | Jurjus, Will, Pröpper 81', Linthorst, Tesselaar, Bannink, Smeets 88' ( Kaak), El Jebli 73' ( Menting), Vida, Kabasele, Peters 73' ( Vermeij) RESERVEBANK: Verstappen, Straalman, Lammers, Çiçek |  |
| Stadion: GelreDome, Arnhem Toeschouwers: 15.139 Arbiter: Van den Kerkhof Assistenten: Kleinjan Assistenten: Dobre 4de official: Oostrom |                                       |           |               | Room, Diks 27' ( Van der Werff), Kasjia , Kruiswijk, Achenteh, Yeini, Baker, Qazaishvili 57' ( Pantić), Rashica, Solanke, Nathan 77' ( Brown) RESERVEBANK: Velthuizen, Dauda, Nakamba, Ibarra | Jurjus, Will, Pröpper 81', Linthorst, Tesselaar, Bannink, Smeets 88' ( Kaak), El Jebli 73' ( Menting), Vida, Kabasele, Peters 73' ( Vermeij) RESERVEBANK: Verstappen, Straalman, Lammers, Çiçek |  |
| Stadion: GelreDome, Arnhem Toeschouwers: 15.139 Arbiter: Van den Kerkhof Assistenten: Kleinjan Assistenten: Dobre 4de official: Oostrom |                                       |           |               | Room, Diks 27' ( Van der Werff), Kasjia , Kruiswijk, Achenteh, Yeini, Baker, Qazaishvili 57' ( Pantić), Rashica, Solanke, Nathan 77' ( Brown) RESERVEBANK: Velthuizen, Dauda, Nakamba, Ibarra | Jurjus, Will, Pröpper 81', Linthorst, Tesselaar, Bannink, Smeets 88' ( Kaak), El Jebli 73' ( Menting), Vida, Kabasele, Peters 73' ( Vermeij) RESERVEBANK: Verstappen, Straalman, Lammers, Çiçek |  |
| Bijz.: Airborne-wedstrijd |                                       |           |               | | |  |

Speelronde 7:
| zaterdag 26 september 2015, 18:30 | sc Heerenveen | 0–0 (0–0) | Vitesse | Opstelling sc Heerenveen | Opstelling Vitesse |  |
| Stadion: Abe Lenstra Stadion, Heerenveen Toeschouwers: 23.984 Arbiter: Higler Assistenten: Brondijk Assistenten: Polman 4de official: Kooij |               |           |         | Mulder, Marzo, Otigba, St. Juste, Bijker 70', Van Anholt, Van den Berg , Cavlan, Slagveer, Veerman 77' ( Te Vrede), Larsson RESERVEBANK: De Fockert, Thorsby, Kada, Zahović, Van den Boomen, Huizing | Room, Diks, Kasjia , Kruiswijk, Leerdam, Yeini, Baker, Nakamba 32', Rashica 46' ( Ibarra), Solanke, Oliynyk 80' ( Nathan) RESERVEBANK: Velthuizen, Van der Werff, Brown, Dauda, Achenteh |  |
| Stadion: Abe Lenstra Stadion, Heerenveen Toeschouwers: 23.984 Arbiter: Higler Assistenten: Brondijk Assistenten: Polman 4de official: Kooij |               |           |         | Mulder, Marzo, Otigba, St. Juste, Bijker 70', Van Anholt, Van den Berg , Cavlan, Slagveer, Veerman 77' ( Te Vrede), Larsson RESERVEBANK: De Fockert, Thorsby, Kada, Zahović, Van den Boomen, Huizing | Room, Diks, Kasjia , Kruiswijk, Leerdam, Yeini, Baker, Nakamba 32', Rashica 46' ( Ibarra), Solanke, Oliynyk 80' ( Nathan) RESERVEBANK: Velthuizen, Van der Werff, Brown, Dauda, Achenteh |  |
| Stadion: Abe Lenstra Stadion, Heerenveen Toeschouwers: 23.984 Arbiter: Higler Assistenten: Brondijk Assistenten: Polman 4de official: Kooij |               |           |         | Mulder, Marzo, Otigba, St. Juste, Bijker 70', Van Anholt, Van den Berg , Cavlan, Slagveer, Veerman 77' ( Te Vrede), Larsson RESERVEBANK: De Fockert, Thorsby, Kada, Zahović, Van den Boomen, Huizing | Room, Diks, Kasjia , Kruiswijk, Leerdam, Yeini, Baker, Nakamba 32', Rashica 46' ( Ibarra), Solanke, Oliynyk 80' ( Nathan) RESERVEBANK: Velthuizen, Van der Werff, Brown, Dauda, Achenteh |  |
| |               |           |         | | |  |

Speelronde 8:
| zondag 4 oktober 2015, 14:30 | Vitesse                                                     | 5–0 (1–0) | FC Groningen | Opstelling Vitesse | Opstelling FC Groningen |  |
| Stadion: GelreDome, Arnhem Toeschouwers: 16.185 Arbiter: Kuipers Assistenten: Van Roekel Assistenten: Zeinstra 4de official: Dieperink | Solanke 18' Diks 61' Qazaishvili 65' Nathan 87' Dauda 90+3' |           |              | Room, Diks, Kasjia , Kruiswijk, Leerdam, Baker 85' ( Pantić), Qazaishvili, Nakamba, Rashica, Solanke 76' ( Dauda), Oliynyk 80' ( Nathan) RESERVEBANK: Velthuizen, Van der Werff, Ibarra, Achenteh | Padt, Hateboer, Reijnen, Kappelhof, Tamata, Maduro 62' ( Bacuna), De Leeuw 77' ( Drost), Tibbling, Linssen 69' 80' ( Antonia), Mahi, Rusnák RESERVEBANK: Van der Vlag, Larsen, Burnet, Hoesen |  |
| Stadion: GelreDome, Arnhem Toeschouwers: 16.185 Arbiter: Kuipers Assistenten: Van Roekel Assistenten: Zeinstra 4de official: Dieperink |                                                             |           |              | Room, Diks, Kasjia , Kruiswijk, Leerdam, Baker 85' ( Pantić), Qazaishvili, Nakamba, Rashica, Solanke 76' ( Dauda), Oliynyk 80' ( Nathan) RESERVEBANK: Velthuizen, Van der Werff, Ibarra, Achenteh | Padt, Hateboer, Reijnen, Kappelhof, Tamata, Maduro 62' ( Bacuna), De Leeuw 77' ( Drost), Tibbling, Linssen 69' 80' ( Antonia), Mahi, Rusnák RESERVEBANK: Van der Vlag, Larsen, Burnet, Hoesen |  |
| Stadion: GelreDome, Arnhem Toeschouwers: 16.185 Arbiter: Kuipers Assistenten: Van Roekel Assistenten: Zeinstra 4de official: Dieperink |                                                             |           |              | Room, Diks, Kasjia , Kruiswijk, Leerdam, Baker 85' ( Pantić), Qazaishvili, Nakamba, Rashica, Solanke 76' ( Dauda), Oliynyk 80' ( Nathan) RESERVEBANK: Velthuizen, Van der Werff, Ibarra, Achenteh | Padt, Hateboer, Reijnen, Kappelhof, Tamata, Maduro 62' ( Bacuna), De Leeuw 77' ( Drost), Tibbling, Linssen 69' 80' ( Antonia), Mahi, Rusnák RESERVEBANK: Van der Vlag, Larsen, Burnet, Hoesen |  |
| |                                                             |           |              | | |  |

Speelronde 9:
| zondag 18 oktober 2015, 16:45 | PEC Zwolle | 1–5 (1–3) | Vitesse                                                                    | Opstelling PEC Zwolle | Opstelling Vitesse |  |
| Stadion: IJsseldeltastadion, Zwolle Toeschouwers: 12.250 Arbiter: Van Boekel Assistenten: Janson Assistenten: Boonman 4de official: Oostrom | Lam 15'    |           | 7' Baker 21' (pen.) Solanke 44' Qazaishvili 52' (pen.) Oliynyk 78' Rashica | Van der Hart, Van Polen , Sainsbury 82', Lam 20', Van Hintum, Dekker 26' ( Menig), Marinus 65' ( Ehizibue), Bouy 50', Becker 60' ( El Hasnaoui), Veldwijk, Thomas 43' RESERVEBANK: De Jong, Bruintjes, Nijland, Lazić | Room, Diks, Kasjia , Van der Werff, Leerdam, Baker, Qazaishvili 74' ( Pantić), Nakamba, Rashica, Solanke 78' ( Dauda), Oliynyk 66' ( Nathan) RESERVEBANK: Velthuizen, Yeini, Ibarra, Achenteh |  |
| Stadion: IJsseldeltastadion, Zwolle Toeschouwers: 12.250 Arbiter: Van Boekel Assistenten: Janson Assistenten: Boonman 4de official: Oostrom |            |           |                                                                            | Van der Hart, Van Polen , Sainsbury 82', Lam 20', Van Hintum, Dekker 26' ( Menig), Marinus 65' ( Ehizibue), Bouy 50', Becker 60' ( El Hasnaoui), Veldwijk, Thomas 43' RESERVEBANK: De Jong, Bruintjes, Nijland, Lazić | Room, Diks, Kasjia , Van der Werff, Leerdam, Baker, Qazaishvili 74' ( Pantić), Nakamba, Rashica, Solanke 78' ( Dauda), Oliynyk 66' ( Nathan) RESERVEBANK: Velthuizen, Yeini, Ibarra, Achenteh |  |
| Stadion: IJsseldeltastadion, Zwolle Toeschouwers: 12.250 Arbiter: Van Boekel Assistenten: Janson Assistenten: Boonman 4de official: Oostrom |            |           |                                                                            | Van der Hart, Van Polen , Sainsbury 82', Lam 20', Van Hintum, Dekker 26' ( Menig), Marinus 65' ( Ehizibue), Bouy 50', Becker 60' ( El Hasnaoui), Veldwijk, Thomas 43' RESERVEBANK: De Jong, Bruintjes, Nijland, Lazić | Room, Diks, Kasjia , Van der Werff, Leerdam, Baker, Qazaishvili 74' ( Pantić), Nakamba, Rashica, Solanke 78' ( Dauda), Oliynyk 66' ( Nathan) RESERVEBANK: Velthuizen, Yeini, Ibarra, Achenteh |  |
| Afwezig: Bosz i.v.m. functieontzegging (vervangen door Maas)                                                                                |            |           |                                                                            | | |  |

Speelronde 10:
| zondag 25 oktober 2015, 14:30                                                                                                   | Vitesse         | 1–3 (0–0) | Ajax                              | Opstelling Vitesse | Opstelling Ajax |  |
| Stadion: GelreDome, Arnhem Toeschouwers: 21.163 Arbiter: Liesveld Assistenten: De Vries Assistenten: Hoekstra 4de official: Bax | Qazaishvili 54' |           | 71' Fischer 73' Bazoer 86' Schöne | Room, Diks, Kasjia , Van der Werff 61' 84' ( Pantić), Leerdam 70', Baker, Qazaishvili, Nakamba 46' 62' ( Yeini), Rashica 72' ( Ibarra 90+2'), Solanke, Oliynyk RESERVEBANK: Velthuizen, Kruiswijk, Nathan, Dauda | Cillessen, Tete, Veltman, Riedewald, Dijks 39', Bazoer, Klaassen 46' ( Schöne), Gudelj 1', Sinkgraven 81' ( Hendriks), Fischer 81' ( Van der Hoorn), Younes RESERVEBANK: Boer, Van Rhijn, Heitinga, Viergever |  |
| Stadion: GelreDome, Arnhem Toeschouwers: 21.163 Arbiter: Liesveld Assistenten: De Vries Assistenten: Hoekstra 4de official: Bax |                 |           |                                   | Room, Diks, Kasjia , Van der Werff 61' 84' ( Pantić), Leerdam 70', Baker, Qazaishvili, Nakamba 46' 62' ( Yeini), Rashica 72' ( Ibarra 90+2'), Solanke, Oliynyk RESERVEBANK: Velthuizen, Kruiswijk, Nathan, Dauda | Cillessen, Tete, Veltman, Riedewald, Dijks 39', Bazoer, Klaassen 46' ( Schöne), Gudelj 1', Sinkgraven 81' ( Hendriks), Fischer 81' ( Van der Hoorn), Younes RESERVEBANK: Boer, Van Rhijn, Heitinga, Viergever |  |
| Stadion: GelreDome, Arnhem Toeschouwers: 21.163 Arbiter: Liesveld Assistenten: De Vries Assistenten: Hoekstra 4de official: Bax |                 |           |                                   | Room, Diks, Kasjia , Van der Werff 61' 84' ( Pantić), Leerdam 70', Baker, Qazaishvili, Nakamba 46' 62' ( Yeini), Rashica 72' ( Ibarra 90+2'), Solanke, Oliynyk RESERVEBANK: Velthuizen, Kruiswijk, Nathan, Dauda | Cillessen, Tete, Veltman, Riedewald, Dijks 39', Bazoer, Klaassen 46' ( Schöne), Gudelj 1', Sinkgraven 81' ( Hendriks), Fischer 81' ( Van der Hoorn), Younes RESERVEBANK: Boer, Van Rhijn, Heitinga, Viergever |  |
| Afwezig: Bosz i.v.m. functieontzegging (vervangen door Maas)                                                                    |                 |           |                                   | | |  |

Speelronde 11:
| zaterdag 31 oktober 2015, 19:45 | Excelsior | 0–3 (0–1) | Vitesse                                 | Opstelling Excelsior | Opstelling Vitesse |  |
| Stadion: Stadion Woudestein, Rotterdam Toeschouwers: 3.600 Arbiter: Kamphuis Assistenten: Goossens Assistenten: Bexkens 4de official: Berben |           |           | 16' (pen.) Solanke 50' Diks 55' Rashica | Muyters, Karami, Fischer 15', Mattheij, Kuipers 44', Kruys, Stans, Auassar 71', Kuwas, Van Weert, Van Mieghem 67' ( Hasselbaink) RESERVEBANK: Kurto, Vermeulen, Drost, Bruins, Bovenberg, Elbers | Room, Diks, Kasjia , Van der Werff 9', Leerdam, Baker, Qazaishvili, Nakamba, Rashica 75' ( Ibarra), Solanke 82' ( Brown), Oliynyk 67' ( Nathan) RESERVEBANK: Velthuizen, Kruiswijk, Pantić, Yeini |  |
| Stadion: Stadion Woudestein, Rotterdam Toeschouwers: 3.600 Arbiter: Kamphuis Assistenten: Goossens Assistenten: Bexkens 4de official: Berben |           |           |                                         | Muyters, Karami, Fischer 15', Mattheij, Kuipers 44', Kruys, Stans, Auassar 71', Kuwas, Van Weert, Van Mieghem 67' ( Hasselbaink) RESERVEBANK: Kurto, Vermeulen, Drost, Bruins, Bovenberg, Elbers | Room, Diks, Kasjia , Van der Werff 9', Leerdam, Baker, Qazaishvili, Nakamba, Rashica 75' ( Ibarra), Solanke 82' ( Brown), Oliynyk 67' ( Nathan) RESERVEBANK: Velthuizen, Kruiswijk, Pantić, Yeini |  |
| Stadion: Stadion Woudestein, Rotterdam Toeschouwers: 3.600 Arbiter: Kamphuis Assistenten: Goossens Assistenten: Bexkens 4de official: Berben |           |           |                                         | Muyters, Karami, Fischer 15', Mattheij, Kuipers 44', Kruys, Stans, Auassar 71', Kuwas, Van Weert, Van Mieghem 67' ( Hasselbaink) RESERVEBANK: Kurto, Vermeulen, Drost, Bruins, Bovenberg, Elbers | Room, Diks, Kasjia , Van der Werff 9', Leerdam, Baker, Qazaishvili, Nakamba, Rashica 75' ( Ibarra), Solanke 82' ( Brown), Oliynyk 67' ( Nathan) RESERVEBANK: Velthuizen, Kruiswijk, Pantić, Yeini |  |
| Bijz.: 3000e competitiewedstrijd van Vitesse Afwezig: Gözübüyük zou de wedstrijd fluiten maar moest afzeggen in verband met ziekte           |           |           |                                         | | |  |

Speelronde 12:
| zondag 8 november 2015, 16:45 | Vitesse | 0–2 (0–0) | AZ                        | Opstelling Vitesse | Opstelling AZ |  |
| Stadion: GelreDome, Arnhem Toeschouwers: 15.327 Arbiter: Janssen Assistenten: Simons Assistenten: Vandeursen 4de official: Martens |         |           | 75' Janssen 78' Henriksen | Room, Diks, Kasjia , Van der Werff, Leerdam, Baker 46' ( Yeini), Qazaishvili, Nakamba 14', 42', Rashica 70' ( Brown), Solanke, Oliynyk 80' ( Nathan) RESERVEBANK: Velthuizen, Kruiswijk, Pantić, Achenteh | Coutinho, Johansson, Gouweleeuw , Luckassen, Haps 41' ( Brežančić), Van Overeem, Ortíz, Henriksen, Jahanbakhsh 46' ( Dos Santos Souza), Janssen 37', El Hamdaoui 82' ( Haye) RESERVEBANK: Rochet, Hupperts, Tanković, Mühren |  |
| Stadion: GelreDome, Arnhem Toeschouwers: 15.327 Arbiter: Janssen Assistenten: Simons Assistenten: Vandeursen 4de official: Martens |         |           |                           | Room, Diks, Kasjia , Van der Werff, Leerdam, Baker 46' ( Yeini), Qazaishvili, Nakamba 14', 42', Rashica 70' ( Brown), Solanke, Oliynyk 80' ( Nathan) RESERVEBANK: Velthuizen, Kruiswijk, Pantić, Achenteh | Coutinho, Johansson, Gouweleeuw , Luckassen, Haps 41' ( Brežančić), Van Overeem, Ortíz, Henriksen, Jahanbakhsh 46' ( Dos Santos Souza), Janssen 37', El Hamdaoui 82' ( Haye) RESERVEBANK: Rochet, Hupperts, Tanković, Mühren |  |
| Stadion: GelreDome, Arnhem Toeschouwers: 15.327 Arbiter: Janssen Assistenten: Simons Assistenten: Vandeursen 4de official: Martens |         |           |                           | Room, Diks, Kasjia , Van der Werff, Leerdam, Baker 46' ( Yeini), Qazaishvili, Nakamba 14', 42', Rashica 70' ( Brown), Solanke, Oliynyk 80' ( Nathan) RESERVEBANK: Velthuizen, Kruiswijk, Pantić, Achenteh | Coutinho, Johansson, Gouweleeuw , Luckassen, Haps 41' ( Brežančić), Van Overeem, Ortíz, Henriksen, Jahanbakhsh 46' ( Dos Santos Souza), Janssen 37', El Hamdaoui 82' ( Haye) RESERVEBANK: Rochet, Hupperts, Tanković, Mühren |  |
| |         |           |                           | | |  |

Speelronde 13:
| zondag 22 november 2015, 16:45 | ADO Den Haag                   | 2–2 (1–2) | Vitesse              | Opstelling ADO Den Haag | Opstelling Vitesse |  |
| Stadion: Kyocera Stadion, Den Haag Toeschouwers: 12.133 Arbiter: Nijhuis Assistenten: Van de Ven Assistenten: Schaap 4de official: Kooij | Schaken 33' Derijck 51' (pen.) |           | 6' Yeini 37' Leerdam | Hansen, Malone, Wormgoor, Zuiverloon, Meijers , Jansen, Derijck, Bakker 37', Schaken 72' 88' ( Alberg), Havenaar, Gorré 66' ( Marengo) RESERVEBANK: Zwinkels, Kristensen, Korte, Beugelsdijk, Ebuehi | Room, Diks, Kasjia , Van der Werff, Leerdam, Yeini, Baker, Qazaishvili 81' ( Brown), Rashica 66' ( Ibarra), Solanke, Oliynyk RESERVEBANK: Velthuizen, Kruiswijk, Achenteh, Lieftink, Osman |  |
| Stadion: Kyocera Stadion, Den Haag Toeschouwers: 12.133 Arbiter: Nijhuis Assistenten: Van de Ven Assistenten: Schaap 4de official: Kooij |                                |           |                      | Hansen, Malone, Wormgoor, Zuiverloon, Meijers , Jansen, Derijck, Bakker 37', Schaken 72' 88' ( Alberg), Havenaar, Gorré 66' ( Marengo) RESERVEBANK: Zwinkels, Kristensen, Korte, Beugelsdijk, Ebuehi | Room, Diks, Kasjia , Van der Werff, Leerdam, Yeini, Baker, Qazaishvili 81' ( Brown), Rashica 66' ( Ibarra), Solanke, Oliynyk RESERVEBANK: Velthuizen, Kruiswijk, Achenteh, Lieftink, Osman |  |
| Stadion: Kyocera Stadion, Den Haag Toeschouwers: 12.133 Arbiter: Nijhuis Assistenten: Van de Ven Assistenten: Schaap 4de official: Kooij |                                |           |                      | Hansen, Malone, Wormgoor, Zuiverloon, Meijers , Jansen, Derijck, Bakker 37', Schaken 72' 88' ( Alberg), Havenaar, Gorré 66' ( Marengo) RESERVEBANK: Zwinkels, Kristensen, Korte, Beugelsdijk, Ebuehi | Room, Diks, Kasjia , Van der Werff, Leerdam, Yeini, Baker, Qazaishvili 81' ( Brown), Rashica 66' ( Ibarra), Solanke, Oliynyk RESERVEBANK: Velthuizen, Kruiswijk, Achenteh, Lieftink, Osman |  |
| Afwezig: Nakamba (geschorst) |                                |           |                      | | |  |

Speelronde 14:
| zondag 29 november 2015, 12:30 | Vitesse         | 1–0 (0–0) | NEC | Opstelling Vitesse | Opstelling NEC |  |
| Stadion: GelreDome, Arnhem Toeschouwers: 19.212 Arbiter: Kuipers Assistenten: Van Roekel Assistenten: Zeinstra 4de official: Mulder | Qazaishvili 49' |           |     | Room, Diks, Van der Werff, Kruiswijk , Leerdam 68', Yeini, Qazaishvili, Nakamba 83' ( Baker), Ibarra 78' ( Rashica), Solanke, Oliynyk RESERVEBANK: Houwen, Brown, Dauda, Pantić, Achenteh | Kirsten, Kane, Van Eijden , Golla, Woudenberg 90+1', Bikel 59' ( Appiah), Ritzmaier 55' ( Sleegers), Breinburg, Foor, Santos 33', Limbombe 15' RESERVEBANK: Van Duin, Lundholm, Rayhi, Leiwakabessy, Bai Kamara |  |
| Stadion: GelreDome, Arnhem Toeschouwers: 19.212 Arbiter: Kuipers Assistenten: Van Roekel Assistenten: Zeinstra 4de official: Mulder |                 |           |     | Room, Diks, Van der Werff, Kruiswijk , Leerdam 68', Yeini, Qazaishvili, Nakamba 83' ( Baker), Ibarra 78' ( Rashica), Solanke, Oliynyk RESERVEBANK: Houwen, Brown, Dauda, Pantić, Achenteh | Kirsten, Kane, Van Eijden , Golla, Woudenberg 90+1', Bikel 59' ( Appiah), Ritzmaier 55' ( Sleegers), Breinburg, Foor, Santos 33', Limbombe 15' RESERVEBANK: Van Duin, Lundholm, Rayhi, Leiwakabessy, Bai Kamara |  |
| Stadion: GelreDome, Arnhem Toeschouwers: 19.212 Arbiter: Kuipers Assistenten: Van Roekel Assistenten: Zeinstra 4de official: Mulder |                 |           |     | Room, Diks, Van der Werff, Kruiswijk , Leerdam 68', Yeini, Qazaishvili, Nakamba 83' ( Baker), Ibarra 78' ( Rashica), Solanke, Oliynyk RESERVEBANK: Houwen, Brown, Dauda, Pantić, Achenteh | Kirsten, Kane, Van Eijden , Golla, Woudenberg 90+1', Bikel 59' ( Appiah), Ritzmaier 55' ( Sleegers), Breinburg, Foor, Santos 33', Limbombe 15' RESERVEBANK: Van Duin, Lundholm, Rayhi, Leiwakabessy, Bai Kamara |  |
| |                 |           |     | | |  |

Speelronde 15:
| zaterdag 5 december 2015, 19:45                                                                                                 | Vitesse | 0–1 (0–0) | PSV         | Opstelling Vitesse | Opstelling PSV |  |
| Stadion: GelreDome, Arnhem Toeschouwers: 16.879 Arbiter: Blom Assistenten: Langkamp Assistenten: Boonman 4de official: Lindhout |         |           | 90' Hendrix | Room, Diks, Van der Werff, Kruiswijk , Leerdam, Yeini, Qazaishvili 84' ( Baker), Nakamba, Ibarra 87' ( Brown), Solanke, Oliynyk 75' ( Rashica) RESERVEBANK: Houwen, Dauda, Achenteh, Kasjia | Zoet, Arias, Bruma, Moreno, Brenet, Pröpper, Hendrix, Guardado, Pereiro 60' ( Bergwijn), De Jong , Locadia RESERVEBANK: Pasveer, Isimat-Mirin, Schaars, Maher, Jozefzoon, De Wijs |  |
| Stadion: GelreDome, Arnhem Toeschouwers: 16.879 Arbiter: Blom Assistenten: Langkamp Assistenten: Boonman 4de official: Lindhout |         |           |             | Room, Diks, Van der Werff, Kruiswijk , Leerdam, Yeini, Qazaishvili 84' ( Baker), Nakamba, Ibarra 87' ( Brown), Solanke, Oliynyk 75' ( Rashica) RESERVEBANK: Houwen, Dauda, Achenteh, Kasjia | Zoet, Arias, Bruma, Moreno, Brenet, Pröpper, Hendrix, Guardado, Pereiro 60' ( Bergwijn), De Jong , Locadia RESERVEBANK: Pasveer, Isimat-Mirin, Schaars, Maher, Jozefzoon, De Wijs |  |
| Stadion: GelreDome, Arnhem Toeschouwers: 16.879 Arbiter: Blom Assistenten: Langkamp Assistenten: Boonman 4de official: Lindhout |         |           |             | Room, Diks, Van der Werff, Kruiswijk , Leerdam, Yeini, Qazaishvili 84' ( Baker), Nakamba, Ibarra 87' ( Brown), Solanke, Oliynyk 75' ( Rashica) RESERVEBANK: Houwen, Dauda, Achenteh, Kasjia | Zoet, Arias, Bruma, Moreno, Brenet, Pröpper, Hendrix, Guardado, Pereiro 60' ( Bergwijn), De Jong , Locadia RESERVEBANK: Pasveer, Isimat-Mirin, Schaars, Maher, Jozefzoon, De Wijs |  |
| |         |           |             | | |  |

Speelronde 16:
| zondag 13 december 2015, 16:45 | Heracles Almelo | 1–1 (0–0) | Vitesse     | Opstelling Heracles Almelo | Opstelling Vitesse |  |
| Stadion: Polman Stadion, Almelo Toeschouwers: 10.821 Arbiter: Liesveld Assistenten: De Vries Assistenten: Hoekstra 4de official: Dieperink | Tannane 65'     |           | 75' Rashica | Castro, Droste, Te Wierik, Vujičević, Fledderus , Bruns 79' ( Van Ooijen), Pelupessy, Bel Hassani, Tannane, Weghorst 28' 82' ( Gladon), Gosens 87' ( Darri) RESERVEBANK: Fij, Bosz, Navrátil, García | Room, Diks 32', Van der Werff, Kruiswijk , Leerdam, Yeini 41' 70' ( Baker 76'), Qazaishvili, Nakamba, Rashica, Solanke 71' ( Brown), Oliynyk 34' 87' ( Dauda) RESERVEBANK: Velthuizen, Pantić, Achenteh, Kasjia |  |
| Stadion: Polman Stadion, Almelo Toeschouwers: 10.821 Arbiter: Liesveld Assistenten: De Vries Assistenten: Hoekstra 4de official: Dieperink |                 |           |             | Castro, Droste, Te Wierik, Vujičević, Fledderus , Bruns 79' ( Van Ooijen), Pelupessy, Bel Hassani, Tannane, Weghorst 28' 82' ( Gladon), Gosens 87' ( Darri) RESERVEBANK: Fij, Bosz, Navrátil, García | Room, Diks 32', Van der Werff, Kruiswijk , Leerdam, Yeini 41' 70' ( Baker 76'), Qazaishvili, Nakamba, Rashica, Solanke 71' ( Brown), Oliynyk 34' 87' ( Dauda) RESERVEBANK: Velthuizen, Pantić, Achenteh, Kasjia |  |
| Stadion: Polman Stadion, Almelo Toeschouwers: 10.821 Arbiter: Liesveld Assistenten: De Vries Assistenten: Hoekstra 4de official: Dieperink |                 |           |             | Castro, Droste, Te Wierik, Vujičević, Fledderus , Bruns 79' ( Van Ooijen), Pelupessy, Bel Hassani, Tannane, Weghorst 28' 82' ( Gladon), Gosens 87' ( Darri) RESERVEBANK: Fij, Bosz, Navrátil, García | Room, Diks 32', Van der Werff, Kruiswijk , Leerdam, Yeini 41' 70' ( Baker 76'), Qazaishvili, Nakamba, Rashica, Solanke 71' ( Brown), Oliynyk 34' 87' ( Dauda) RESERVEBANK: Velthuizen, Pantić, Achenteh, Kasjia |  |
| |                 |           |             | | |  |

Speelronde 17:
| vrijdag 18 december 2015, 20:00                                                                                                  | Vitesse                                                 | 5–1 (2–1) | FC Twente  | Opstelling Vitesse | Opstelling FC Twente |  |
| Stadion: GelreDome, Arnhem Toeschouwers: 15.987 Arbiter: Gözübüyük Assistenten: Brink Assistenten: Strijker 4de official: Mulder | Qazaishvili 10' Rashica 18' 58' Solanke 55' Oliynyk 82' |           | 44' Ziyech | Room, Diks, Van der Werff, Kruiswijk , Leerdam, Yeini, Qazaishvili 77' ( Baker), Nakamba, Rashica 86' ( Van Bergen), Solanke, Brown 80' ( Oliynyk) RESERVEBANK: Velthuizen, Dauda, Pantić, Kasjia | Drommel, Bijen, Andersen, Uvini, Schilder 69' ( Ter Avest), Mokotjo, Tapia 64' ( Ede), Gutiérrez, Ziyech , Olaitan, Cabral RESERVEBANK: Plattel, Hölscher, Eghan, Van der Heyden, Oosterwijk |  |
| Stadion: GelreDome, Arnhem Toeschouwers: 15.987 Arbiter: Gözübüyük Assistenten: Brink Assistenten: Strijker 4de official: Mulder |                                                         |           |            | Room, Diks, Van der Werff, Kruiswijk , Leerdam, Yeini, Qazaishvili 77' ( Baker), Nakamba, Rashica 86' ( Van Bergen), Solanke, Brown 80' ( Oliynyk) RESERVEBANK: Velthuizen, Dauda, Pantić, Kasjia | Drommel, Bijen, Andersen, Uvini, Schilder 69' ( Ter Avest), Mokotjo, Tapia 64' ( Ede), Gutiérrez, Ziyech , Olaitan, Cabral RESERVEBANK: Plattel, Hölscher, Eghan, Van der Heyden, Oosterwijk |  |
| Stadion: GelreDome, Arnhem Toeschouwers: 15.987 Arbiter: Gözübüyük Assistenten: Brink Assistenten: Strijker 4de official: Mulder |                                                         |           |            | Room, Diks, Van der Werff, Kruiswijk , Leerdam, Yeini, Qazaishvili 77' ( Baker), Nakamba, Rashica 86' ( Van Bergen), Solanke, Brown 80' ( Oliynyk) RESERVEBANK: Velthuizen, Dauda, Pantić, Kasjia | Drommel, Bijen, Andersen, Uvini, Schilder 69' ( Ter Avest), Mokotjo, Tapia 64' ( Ede), Gutiérrez, Ziyech , Olaitan, Cabral RESERVEBANK: Plattel, Hölscher, Eghan, Van der Heyden, Oosterwijk |  |
| |                                                         |           |            | | |  |

Speelronde 18:
| zaterdag 16 januari 2016, 18:30 | SC Cambuur | 0–2 (0–0) | Vitesse                     | Opstelling SC Cambuur | Opstelling Vitesse |  |
| Stadion: Cambuurstadion, Leeuwarden Toeschouwers: 9.508 Arbiter: Braamhaar Assistenten: Siebert Assistenten: Bexkens 4de official: C. Mulder |            |           | 48' Rashica 90' Qazaishvili | Nienhuis, Peersman, Lachman, Van der Laan 82' ( Barto), Andriuškevičius, Monteiro 88' ( Dammers), Bakker , Byrne, Rosheuvel 70' ( Narsingh), Ogbeche, Van de Streek RESERVEBANK: Zeinstra, Overgoor, Hiariej, Boutzamar | Room, Diks, Van der Werff, Kruiswijk , Ōta, Yeini, Qazaishvili 90+1' ( Kasjia), Nakamba, Rashica, Solanke 76' ( Dauda), Brown 78' ( Oliynyk) RESERVEBANK: Velthuizen, Leerdam, Pantić, Baker |  |
| Stadion: Cambuurstadion, Leeuwarden Toeschouwers: 9.508 Arbiter: Braamhaar Assistenten: Siebert Assistenten: Bexkens 4de official: C. Mulder |            |           |                             | Nienhuis, Peersman, Lachman, Van der Laan 82' ( Barto), Andriuškevičius, Monteiro 88' ( Dammers), Bakker , Byrne, Rosheuvel 70' ( Narsingh), Ogbeche, Van de Streek RESERVEBANK: Zeinstra, Overgoor, Hiariej, Boutzamar | Room, Diks, Van der Werff, Kruiswijk , Ōta, Yeini, Qazaishvili 90+1' ( Kasjia), Nakamba, Rashica, Solanke 76' ( Dauda), Brown 78' ( Oliynyk) RESERVEBANK: Velthuizen, Leerdam, Pantić, Baker |  |
| Stadion: Cambuurstadion, Leeuwarden Toeschouwers: 9.508 Arbiter: Braamhaar Assistenten: Siebert Assistenten: Bexkens 4de official: C. Mulder |            |           |                             | Nienhuis, Peersman, Lachman, Van der Laan 82' ( Barto), Andriuškevičius, Monteiro 88' ( Dammers), Bakker , Byrne, Rosheuvel 70' ( Narsingh), Ogbeche, Van de Streek RESERVEBANK: Zeinstra, Overgoor, Hiariej, Boutzamar | Room, Diks, Van der Werff, Kruiswijk , Ōta, Yeini, Qazaishvili 90+1' ( Kasjia), Nakamba, Rashica, Solanke 76' ( Dauda), Brown 78' ( Oliynyk) RESERVEBANK: Velthuizen, Leerdam, Pantić, Baker |  |
| |            |           |                             | | |  |

Speelronde 19:
| zaterdag 23 januari 2016, 19:45 | Ajax      | 1–0 (1–0) | Vitesse | Opstelling Ajax | Opstelling Vitesse |  |
| Stadion: Amsterdam ArenA, Amsterdam Toeschouwers: 48.533 Arbiter: Kuipers Assistenten: Van Roekel Assistenten: Zeinstra 4de official: Van de Graaf | Bazoer 1' |           |         | Cillessen, Tete 19' ( Van der Hoorn), Veltman , Riedewald 70', Dijks, Bazoer 81' ( Serero), Van de Beek 64' ( Sinkgraven), Gudelj, El Ghazi, Milik, Younes RESERVEBANK: Boer, Fischer, Schöne, Viergever | Room, Diks, Van der Werff, Kruiswijk , Ōta 13', Yeini 10' 84' ( Baker), Qazaishvili, Nakamba, Rashica 46' ( Oliynyk), Solanke 74' ( Dauda), Brown RESERVEBANK: Velthuizen, Pantić, Kasjia, Lieftink |  |
| Stadion: Amsterdam ArenA, Amsterdam Toeschouwers: 48.533 Arbiter: Kuipers Assistenten: Van Roekel Assistenten: Zeinstra 4de official: Van de Graaf |           |           |         | Cillessen, Tete 19' ( Van der Hoorn), Veltman , Riedewald 70', Dijks, Bazoer 81' ( Serero), Van de Beek 64' ( Sinkgraven), Gudelj, El Ghazi, Milik, Younes RESERVEBANK: Boer, Fischer, Schöne, Viergever | Room, Diks, Van der Werff, Kruiswijk , Ōta 13', Yeini 10' 84' ( Baker), Qazaishvili, Nakamba, Rashica 46' ( Oliynyk), Solanke 74' ( Dauda), Brown RESERVEBANK: Velthuizen, Pantić, Kasjia, Lieftink |  |
| Stadion: Amsterdam ArenA, Amsterdam Toeschouwers: 48.533 Arbiter: Kuipers Assistenten: Van Roekel Assistenten: Zeinstra 4de official: Van de Graaf |           |           |         | Cillessen, Tete 19' ( Van der Hoorn), Veltman , Riedewald 70', Dijks, Bazoer 81' ( Serero), Van de Beek 64' ( Sinkgraven), Gudelj, El Ghazi, Milik, Younes RESERVEBANK: Boer, Fischer, Schöne, Viergever | Room, Diks, Van der Werff, Kruiswijk , Ōta 13', Yeini 10' 84' ( Baker), Qazaishvili, Nakamba, Rashica 46' ( Oliynyk), Solanke 74' ( Dauda), Brown RESERVEBANK: Velthuizen, Pantić, Kasjia, Lieftink |  |
| |           |           |         | | |  |

Speelronde 20:
| woensdag 27 januari 2016, 20:45                                                                                               | Vitesse              | 1–1 (0–0) | PEC Zwolle    | Opstelling Vitesse | Opstelling PEC Zwolle |  |
| Stadion: GelreDome, Arnhem Toeschouwers: 14.876 Arbiter: Janssen Assistenten: Strijker Assistenten: Lapar 4de official: Pérez | Van Polen 65' (e.d.) |           | 68' Marcellis | Room, Diks, Van der Werff, Kruiswijk 68', Ōta, Yeini 80' ( Baker), Qazaishvili, Nakamba, Ibarra, Solanke 66' ( Dauda), Brown 79' ( Oliynyk) RESERVEBANK: Velthuizen, Pantić, Kasjia, Lieftink | Van der Hart, Marcellis, Lam, Bouy, Van Polen , Ehizibue, Hebling 41' ( Brama 79'), Nijland, Dekker 74' ( Van Hintum), Becker 72' ( Menig), Veldwijk RESERVEBANK: De Jong, Marinus, Schenkeveld, Lazić |  |
| Stadion: GelreDome, Arnhem Toeschouwers: 14.876 Arbiter: Janssen Assistenten: Strijker Assistenten: Lapar 4de official: Pérez |                      |           |               | Room, Diks, Van der Werff, Kruiswijk 68', Ōta, Yeini 80' ( Baker), Qazaishvili, Nakamba, Ibarra, Solanke 66' ( Dauda), Brown 79' ( Oliynyk) RESERVEBANK: Velthuizen, Pantić, Kasjia, Lieftink | Van der Hart, Marcellis, Lam, Bouy, Van Polen , Ehizibue, Hebling 41' ( Brama 79'), Nijland, Dekker 74' ( Van Hintum), Becker 72' ( Menig), Veldwijk RESERVEBANK: De Jong, Marinus, Schenkeveld, Lazić |  |
| Stadion: GelreDome, Arnhem Toeschouwers: 14.876 Arbiter: Janssen Assistenten: Strijker Assistenten: Lapar 4de official: Pérez |                      |           |               | Room, Diks, Van der Werff, Kruiswijk 68', Ōta, Yeini 80' ( Baker), Qazaishvili, Nakamba, Ibarra, Solanke 66' ( Dauda), Brown 79' ( Oliynyk) RESERVEBANK: Velthuizen, Pantić, Kasjia, Lieftink | Van der Hart, Marcellis, Lam, Bouy, Van Polen , Ehizibue, Hebling 41' ( Brama 79'), Nijland, Dekker 74' ( Van Hintum), Becker 72' ( Menig), Veldwijk RESERVEBANK: De Jong, Marinus, Schenkeveld, Lazić |  |
| |                      |           |               | | |  |

Speelronde 21:
| zaterdag 30 januari 2016, 18:30                                                                                             | Vitesse | 0–0 (0–0) | Excelsior | Opstelling Vitesse | Opstelling Excelsior |  |
| Stadion: GelreDome, Arnhem Toeschouwers: 20.112 Arbiter: Manschot Assistenten: Balder Assistenten: Honig 4de official: Otto |         |           |           | Room, Diks, Van der Werff, Kruiswijk , Ōta, Yeini, Qazaishvili, Nakamba, Ibarra 71' ( Dauda), Solanke 60' ( Nathan), Brown 82' RESERVEBANK: Velthuizen, Oliynyk, Baker, Kasjia, Lieftink | Kurto, Bovenberg, Fischer , Drost, Karami, Bruins 64' 74' ( Van Mieghem), Kruys 58', Stans 74' ( Vermeulen), Kuwas, Van Weert 70' 85' ( Elbers), Auassar RESERVEBANK: Muyters, Van Diermen, Hasselbaink, Brito |  |
| Stadion: GelreDome, Arnhem Toeschouwers: 20.112 Arbiter: Manschot Assistenten: Balder Assistenten: Honig 4de official: Otto |         |           |           | Room, Diks, Van der Werff, Kruiswijk , Ōta, Yeini, Qazaishvili, Nakamba, Ibarra 71' ( Dauda), Solanke 60' ( Nathan), Brown 82' RESERVEBANK: Velthuizen, Oliynyk, Baker, Kasjia, Lieftink | Kurto, Bovenberg, Fischer , Drost, Karami, Bruins 64' 74' ( Van Mieghem), Kruys 58', Stans 74' ( Vermeulen), Kuwas, Van Weert 70' 85' ( Elbers), Auassar RESERVEBANK: Muyters, Van Diermen, Hasselbaink, Brito |  |
| Stadion: GelreDome, Arnhem Toeschouwers: 20.112 Arbiter: Manschot Assistenten: Balder Assistenten: Honig 4de official: Otto |         |           |           | Room, Diks, Van der Werff, Kruiswijk , Ōta, Yeini, Qazaishvili, Nakamba, Ibarra 71' ( Dauda), Solanke 60' ( Nathan), Brown 82' RESERVEBANK: Velthuizen, Oliynyk, Baker, Kasjia, Lieftink | Kurto, Bovenberg, Fischer , Drost, Karami, Bruins 64' 74' ( Van Mieghem), Kruys 58', Stans 74' ( Vermeulen), Kuwas, Van Weert 70' 85' ( Elbers), Auassar RESERVEBANK: Muyters, Van Diermen, Hasselbaink, Brito |  |
| |         |           |           | | |  |

Speelronde 22:
| zaterdag 6 februari 2016, 19:45 | AZ          | 1–0 (0–0) | Vitesse | Opstelling AZ | Opstelling Vitesse |  |
| Stadion: AFAS Stadion, Alkmaar Toeschouwers: 15.006 Arbiter: Nijhuis Assistenten: Van de Ven Assistenten: Schaap 4de official: Kooij | Janssen 62' |           |         | Rochet, Opdam 29' ( Luckassen), Vlaar, S. Wuytens, Ouwejan, Van Overeem 74' ( Ortíz), Henriksen , Rienstra, Jahanbakhsh 82', Janssen, Dos Santos 76' ( Haye 90') RESERVEBANK: Coutinho, Brežančić, Mühren, Garcia | Room, Diks 35' 74' ( Nathan), Van der Werff, Kasjia 62', Kruiswijk, Ōta, Yeini, Nakamba, Baker, Qazaishvili, Brown 61' ( Oliynyk) RESERVEBANK: Velthuizen, Leerdam, Osman, Van Bergen, Zhang |  |
| Stadion: AFAS Stadion, Alkmaar Toeschouwers: 15.006 Arbiter: Nijhuis Assistenten: Van de Ven Assistenten: Schaap 4de official: Kooij |             |           |         | Rochet, Opdam 29' ( Luckassen), Vlaar, S. Wuytens, Ouwejan, Van Overeem 74' ( Ortíz), Henriksen , Rienstra, Jahanbakhsh 82', Janssen, Dos Santos 76' ( Haye 90') RESERVEBANK: Coutinho, Brežančić, Mühren, Garcia | Room, Diks 35' 74' ( Nathan), Van der Werff, Kasjia 62', Kruiswijk, Ōta, Yeini, Nakamba, Baker, Qazaishvili, Brown 61' ( Oliynyk) RESERVEBANK: Velthuizen, Leerdam, Osman, Van Bergen, Zhang |  |
| Stadion: AFAS Stadion, Alkmaar Toeschouwers: 15.006 Arbiter: Nijhuis Assistenten: Van de Ven Assistenten: Schaap 4de official: Kooij |             |           |         | Rochet, Opdam 29' ( Luckassen), Vlaar, S. Wuytens, Ouwejan, Van Overeem 74' ( Ortíz), Henriksen , Rienstra, Jahanbakhsh 82', Janssen, Dos Santos 76' ( Haye 90') RESERVEBANK: Coutinho, Brežančić, Mühren, Garcia | Room, Diks 35' 74' ( Nathan), Van der Werff, Kasjia 62', Kruiswijk, Ōta, Yeini, Nakamba, Baker, Qazaishvili, Brown 61' ( Oliynyk) RESERVEBANK: Velthuizen, Leerdam, Osman, Van Bergen, Zhang |  |
| |             |           |         | | |  |

Speelronde 23:
| zaterdag 13 februari 2016, 20:45                                                                                                  | Vitesse                                | 3–0 (2–0) | sc Heerenveen | Opstelling Vitesse | Opstelling sc Heerenveen |  |
| Stadion: GelreDome, Arnhem Toeschouwers: 15.234 Arbiter: S. Mulder Assistenten: Brondijk Assistenten: Dobre 4de official: Gerrets | Oliynyk 20' Qazaishvili 44' 53' (pen.) |           |               | Room, Kasjia , Van der Werff, Kruiswijk 46' ( Diks), Ōta, Nakamba, Yeini, Baker, Rashica 72' ( Nathan), Qazaishvili 86' ( Zhang), Oliynyk RESERVEBANK: Velthuizen, Leerdam, Pantić, Osman | Mulder, Van Anholt, Otigba 70', Bijker 52', Cavlan, St. Juste 45+1' 77' ( Van den Boomen), Thorsby 60' ( Zahović), Van den Berg , Zeneli, Veerman 67' ( Te Vrede), Larsson RESERVEBANK: De Fockert, Slagveer, Namli, Huizing |  |
| Stadion: GelreDome, Arnhem Toeschouwers: 15.234 Arbiter: S. Mulder Assistenten: Brondijk Assistenten: Dobre 4de official: Gerrets |                                        |           |               | Room, Kasjia , Van der Werff, Kruiswijk 46' ( Diks), Ōta, Nakamba, Yeini, Baker, Rashica 72' ( Nathan), Qazaishvili 86' ( Zhang), Oliynyk RESERVEBANK: Velthuizen, Leerdam, Pantić, Osman | Mulder, Van Anholt, Otigba 70', Bijker 52', Cavlan, St. Juste 45+1' 77' ( Van den Boomen), Thorsby 60' ( Zahović), Van den Berg , Zeneli, Veerman 67' ( Te Vrede), Larsson RESERVEBANK: De Fockert, Slagveer, Namli, Huizing |  |
| Stadion: GelreDome, Arnhem Toeschouwers: 15.234 Arbiter: S. Mulder Assistenten: Brondijk Assistenten: Dobre 4de official: Gerrets |                                        |           |               | Room, Kasjia , Van der Werff, Kruiswijk 46' ( Diks), Ōta, Nakamba, Yeini, Baker, Rashica 72' ( Nathan), Qazaishvili 86' ( Zhang), Oliynyk RESERVEBANK: Velthuizen, Leerdam, Pantić, Osman | Mulder, Van Anholt, Otigba 70', Bijker 52', Cavlan, St. Juste 45+1' 77' ( Van den Boomen), Thorsby 60' ( Zahović), Van den Berg , Zeneli, Veerman 67' ( Te Vrede), Larsson RESERVEBANK: De Fockert, Slagveer, Namli, Huizing |  |
| |                                        |           |               | | |  |

Speelronde 24:
| zondag 21 februari 2016, 12:30 | De Graafschap   | 2–2 (1–1) | Vitesse               | Opstelling De Graafschap | Opstelling Vitesse |  |
| Stadion: Stadion De Vijverberg, Doetinchem Toeschouwers: 12.218 Arbiter: Gözübüyük Assistenten: Goossens Assistenten: Van Dongen 4de official: Otto | Vermeij 40' 47' |           | 16' Nakamba 84' Baker | Jurjus, Will, Pröpper, Van de Pavert , Çiçek 29' 74' ( Tesselaar), Smeets, Kaak 82', El Jebli 79' ( Koolhof), Driver, Vermeij 83' ( Parzyszek), Peters RESERVEBANK: Verstappen, Straalman, Vida, Menting | Room, Diks, Kasjia , Van der Werff, Ōta 60', 90', Nakamba, Yeini 73', Baker, Rashica 90+1' ( Kruiswijk), Qazaishvili 75' ( Zhang), Oliynyk 81' ( Nathan) RESERVEBANK: Velthuizen, Osman, Van Bergen, Lelieveld |  |
| Stadion: Stadion De Vijverberg, Doetinchem Toeschouwers: 12.218 Arbiter: Gözübüyük Assistenten: Goossens Assistenten: Van Dongen 4de official: Otto |                 |           |                       | Jurjus, Will, Pröpper, Van de Pavert , Çiçek 29' 74' ( Tesselaar), Smeets, Kaak 82', El Jebli 79' ( Koolhof), Driver, Vermeij 83' ( Parzyszek), Peters RESERVEBANK: Verstappen, Straalman, Vida, Menting | Room, Diks, Kasjia , Van der Werff, Ōta 60', 90', Nakamba, Yeini 73', Baker, Rashica 90+1' ( Kruiswijk), Qazaishvili 75' ( Zhang), Oliynyk 81' ( Nathan) RESERVEBANK: Velthuizen, Osman, Van Bergen, Lelieveld |  |
| Stadion: Stadion De Vijverberg, Doetinchem Toeschouwers: 12.218 Arbiter: Gözübüyük Assistenten: Goossens Assistenten: Van Dongen 4de official: Otto |                 |           |                       | Jurjus, Will, Pröpper, Van de Pavert , Çiçek 29' 74' ( Tesselaar), Smeets, Kaak 82', El Jebli 79' ( Koolhof), Driver, Vermeij 83' ( Parzyszek), Peters RESERVEBANK: Verstappen, Straalman, Vida, Menting | Room, Diks, Kasjia , Van der Werff, Ōta 60', 90', Nakamba, Yeini 73', Baker, Rashica 90+1' ( Kruiswijk), Qazaishvili 75' ( Zhang), Oliynyk 81' ( Nathan) RESERVEBANK: Velthuizen, Osman, Van Bergen, Lelieveld |  |
| |                 |           |                       | | |  |

Speelronde 25:
| zaterdag 27 februari 2016, 20:45 | Vitesse | 0–1 (0–0) | Willem II  | Opstelling Vitesse | Opstelling Willem II |  |
| Stadion: GelreDome, Arnhem Toeschouwers: 15.987 Arbiter: Liesveld Assistenten: Polman Assistenten: Hoksbergen 4de official: Manschot |         |           | 62' Ondaan | Room, Kasjia , Van der Werff, Kruiswijk 85' ( Zhang), Leerdam 88', Nakamba, Yeini, Baker, Rashica 49', Qazaishvili 74' ( Brown), Oliynyk 60' ( Nathan) RESERVEBANK: Velthuizen, Diks, Ibarra, Osman | Lamprou, Van der Struijk 83' ( Heerkens), Wuytens, Peters , Koppers, Ojo, Andersen, Achenteh 52', Ondaan 73' ( Braber), Falkenburg, Hupperts 81' ( Kawaya) RESERVEBANK: Meul, De Sa, Nemec, Kok |  |
| Stadion: GelreDome, Arnhem Toeschouwers: 15.987 Arbiter: Liesveld Assistenten: Polman Assistenten: Hoksbergen 4de official: Manschot |         |           |            | Room, Kasjia , Van der Werff, Kruiswijk 85' ( Zhang), Leerdam 88', Nakamba, Yeini, Baker, Rashica 49', Qazaishvili 74' ( Brown), Oliynyk 60' ( Nathan) RESERVEBANK: Velthuizen, Diks, Ibarra, Osman | Lamprou, Van der Struijk 83' ( Heerkens), Wuytens, Peters , Koppers, Ojo, Andersen, Achenteh 52', Ondaan 73' ( Braber), Falkenburg, Hupperts 81' ( Kawaya) RESERVEBANK: Meul, De Sa, Nemec, Kok |  |
| Stadion: GelreDome, Arnhem Toeschouwers: 15.987 Arbiter: Liesveld Assistenten: Polman Assistenten: Hoksbergen 4de official: Manschot |         |           |            | Room, Kasjia , Van der Werff, Kruiswijk 85' ( Zhang), Leerdam 88', Nakamba, Yeini, Baker, Rashica 49', Qazaishvili 74' ( Brown), Oliynyk 60' ( Nathan) RESERVEBANK: Velthuizen, Diks, Ibarra, Osman | Lamprou, Van der Struijk 83' ( Heerkens), Wuytens, Peters , Koppers, Ojo, Andersen, Achenteh 52', Ondaan 73' ( Braber), Falkenburg, Hupperts 81' ( Kawaya) RESERVEBANK: Meul, De Sa, Nemec, Kok |  |
| Afwezig: Ōta (geschorst) |         |           |            | | |  |

Speelronde 26:
| zondag 6 maart 2016, 14:30 | Roda JC Kerkrade | 1–2 (0–1) | Vitesse               | Opstelling Roda JC Kerkrade | Opstelling Vitesse |  |
| Stadion: Parkstad Limburg Stadion, Kerkrade-De Locht Toeschouwers: 15.184 Arbiter: Lindhout Assistenten: Zeinstra Assistenten: Brink 4de official: Van Herk | Van Duinen 59'   |           | 34' Brown 90+1' Zhang | Van Leer, Milec, Buijs, Swinkels, Dijkhuizen, Zjoekov, İnceman, Van Hyfte , Peterson 58' ( Ngombo), Poepon, Van Duinen 90' ( Jurić) RESERVEBANK: Verbist, Griffiths, Faik, Gullón, Noor | Room, Kasjia , Van der Werff, Kruiswijk, Ōta 86', Yeini, Qazaishvili, Baker, Ibarra, Brown 6' 88' ( Zhang), Rashica RESERVEBANK: Velthuizen, Leerdam, Oliynyk, Nathan, Diks, Osman |  |
| Stadion: Parkstad Limburg Stadion, Kerkrade-De Locht Toeschouwers: 15.184 Arbiter: Lindhout Assistenten: Zeinstra Assistenten: Brink 4de official: Van Herk |                  |           |                       | Van Leer, Milec, Buijs, Swinkels, Dijkhuizen, Zjoekov, İnceman, Van Hyfte , Peterson 58' ( Ngombo), Poepon, Van Duinen 90' ( Jurić) RESERVEBANK: Verbist, Griffiths, Faik, Gullón, Noor | Room, Kasjia , Van der Werff, Kruiswijk, Ōta 86', Yeini, Qazaishvili, Baker, Ibarra, Brown 6' 88' ( Zhang), Rashica RESERVEBANK: Velthuizen, Leerdam, Oliynyk, Nathan, Diks, Osman |  |
| Stadion: Parkstad Limburg Stadion, Kerkrade-De Locht Toeschouwers: 15.184 Arbiter: Lindhout Assistenten: Zeinstra Assistenten: Brink 4de official: Van Herk |                  |           |                       | Van Leer, Milec, Buijs, Swinkels, Dijkhuizen, Zjoekov, İnceman, Van Hyfte , Peterson 58' ( Ngombo), Poepon, Van Duinen 90' ( Jurić) RESERVEBANK: Verbist, Griffiths, Faik, Gullón, Noor | Room, Kasjia , Van der Werff, Kruiswijk, Ōta 86', Yeini, Qazaishvili, Baker, Ibarra, Brown 6' 88' ( Zhang), Rashica RESERVEBANK: Velthuizen, Leerdam, Oliynyk, Nathan, Diks, Osman |  |
| |                  |           |                       | | |  |

Speelronde 27:
| zondag 13 maart 2016, 14:30 | Vitesse | 0–2 (0–0) | Feyenoord                  | Opstelling Vitesse | Opstelling Feyenoord |  |
| Stadion: GelreDome, Arnhem Toeschouwers: 18.834 Arbiter: Kuipers Assistenten: Van Roekel Assistenten: Zeinstra 4de official: Van de Graaf |         |           | 73' Kramer 88' Başacıkoğlu | Room, Kasjia 61', Van der Werff, Kruiswijk, Ōta 81' ( Leerdam), Yeini, Qazaishvili, Baker, Ibarra, Brown 83' ( Zhang), Rashica 51' RESERVEBANK: Velthuizen, Oliynyk, Nathan, Diks, Osman | Vermeer, Karsdorp, Van Beek, Botteghin, Kongolo 58' ( Nelom), El Ahmadi, Kuijt 40' 69' ( Başacıkoğlu), Vilhena, Toornstra, Kramer, Elia RESERVEBANK: Bijlow, Vejinović, Van der Heijden, Gustafson, Achahbar |  |
| Stadion: GelreDome, Arnhem Toeschouwers: 18.834 Arbiter: Kuipers Assistenten: Van Roekel Assistenten: Zeinstra 4de official: Van de Graaf |         |           |                            | Room, Kasjia 61', Van der Werff, Kruiswijk, Ōta 81' ( Leerdam), Yeini, Qazaishvili, Baker, Ibarra, Brown 83' ( Zhang), Rashica 51' RESERVEBANK: Velthuizen, Oliynyk, Nathan, Diks, Osman | Vermeer, Karsdorp, Van Beek, Botteghin, Kongolo 58' ( Nelom), El Ahmadi, Kuijt 40' 69' ( Başacıkoğlu), Vilhena, Toornstra, Kramer, Elia RESERVEBANK: Bijlow, Vejinović, Van der Heijden, Gustafson, Achahbar |  |
| Stadion: GelreDome, Arnhem Toeschouwers: 18.834 Arbiter: Kuipers Assistenten: Van Roekel Assistenten: Zeinstra 4de official: Van de Graaf |         |           |                            | Room, Kasjia 61', Van der Werff, Kruiswijk, Ōta 81' ( Leerdam), Yeini, Qazaishvili, Baker, Ibarra, Brown 83' ( Zhang), Rashica 51' RESERVEBANK: Velthuizen, Oliynyk, Nathan, Diks, Osman | Vermeer, Karsdorp, Van Beek, Botteghin, Kongolo 58' ( Nelom), El Ahmadi, Kuijt 40' 69' ( Başacıkoğlu), Vilhena, Toornstra, Kramer, Elia RESERVEBANK: Bijlow, Vejinović, Van der Heijden, Gustafson, Achahbar |  |
| |         |           |                            | | |  |

Speelronde 28:
| zondag 20 maart 2016, 14:30 | FC Groningen | 0–3 (0–0) | Vitesse                         | Opstelling FC Groningen | Opstelling Vitesse |  |
| Stadion: Euroborg, Groningen Toeschouwers: 21.331 Arbiter: Janssen Assistenten: Langkamp Assistenten: Van Zuilen 4de official: C. Mulder |              |           | 73' 85' Solanke 78' Qazaishvili | Padt, Hateboer, Reijnen, Lindgren , Burnet 63' ( Tamata), Tibbling 30', Bacuna, Rusnák 63' ( Idrissi), Maduro 75' ( Hoesen), Drost, De Leeuw RESERVEBANK: Van der Vlag, Larsen, Sørloth, Mahi | Room, Diks, Kasjia , Van der Werff 54', Ōta 72', Baker 70' ( Qazaishvili), Yeini, Nakamba, Rashica 82' ( Nathan), Brown 65' ( Solanke), Oliynyk 45' RESERVEBANK: Houwen, Kruiswijk, Ibarra, Zhang |  |
| Stadion: Euroborg, Groningen Toeschouwers: 21.331 Arbiter: Janssen Assistenten: Langkamp Assistenten: Van Zuilen 4de official: C. Mulder |              |           |                                 | Padt, Hateboer, Reijnen, Lindgren , Burnet 63' ( Tamata), Tibbling 30', Bacuna, Rusnák 63' ( Idrissi), Maduro 75' ( Hoesen), Drost, De Leeuw RESERVEBANK: Van der Vlag, Larsen, Sørloth, Mahi | Room, Diks, Kasjia , Van der Werff 54', Ōta 72', Baker 70' ( Qazaishvili), Yeini, Nakamba, Rashica 82' ( Nathan), Brown 65' ( Solanke), Oliynyk 45' RESERVEBANK: Houwen, Kruiswijk, Ibarra, Zhang |  |
| Stadion: Euroborg, Groningen Toeschouwers: 21.331 Arbiter: Janssen Assistenten: Langkamp Assistenten: Van Zuilen 4de official: C. Mulder |              |           |                                 | Padt, Hateboer, Reijnen, Lindgren , Burnet 63' ( Tamata), Tibbling 30', Bacuna, Rusnák 63' ( Idrissi), Maduro 75' ( Hoesen), Drost, De Leeuw RESERVEBANK: Van der Vlag, Larsen, Sørloth, Mahi | Room, Diks, Kasjia , Van der Werff 54', Ōta 72', Baker 70' ( Qazaishvili), Yeini, Nakamba, Rashica 82' ( Nathan), Brown 65' ( Solanke), Oliynyk 45' RESERVEBANK: Houwen, Kruiswijk, Ibarra, Zhang |  |
| |              |           |                                 | | |  |

Speelronde 29:
| zondag 3 april 2016, 12:30 | NEC                    | 2–1 (1–0) | Vitesse   | Opstelling NEC | Opstelling Vitesse |  |
| Stadion: Goffertstadion, Nijmegen Toeschouwers: 12.500 Arbiter: Makkelie Assistenten: Diks Assistenten: Steegstra 4de official: Bax | Limbombe 45' Đumić 81' |           | 84' Baker | Jones , Kane, Đumić, Golla, Woudenberg 59', Bikel, Foor, Breinburg, Appiah 90' ( Dyrestam), Roman 76' ( Grot), Limbombe RESERVEBANK: Smits, Lundholm, Sleegers, Çelik, Leiwakabessy | Room, Diks 82', Kasjia , Van der Werff 66', Kruiswijk 13' ( Ōta), Yeini 73' ( Qazaishvili), Baker, Nakamba, Rashica, Solanke, Nathan 66' ( Oliynyk) RESERVEBANK: Houwen, Ibarra, Osman, Zhang |  |
| Stadion: Goffertstadion, Nijmegen Toeschouwers: 12.500 Arbiter: Makkelie Assistenten: Diks Assistenten: Steegstra 4de official: Bax |                        |           |           | Jones , Kane, Đumić, Golla, Woudenberg 59', Bikel, Foor, Breinburg, Appiah 90' ( Dyrestam), Roman 76' ( Grot), Limbombe RESERVEBANK: Smits, Lundholm, Sleegers, Çelik, Leiwakabessy | Room, Diks 82', Kasjia , Van der Werff 66', Kruiswijk 13' ( Ōta), Yeini 73' ( Qazaishvili), Baker, Nakamba, Rashica, Solanke, Nathan 66' ( Oliynyk) RESERVEBANK: Houwen, Ibarra, Osman, Zhang |  |
| Stadion: Goffertstadion, Nijmegen Toeschouwers: 12.500 Arbiter: Makkelie Assistenten: Diks Assistenten: Steegstra 4de official: Bax |                        |           |           | Jones , Kane, Đumić, Golla, Woudenberg 59', Bikel, Foor, Breinburg, Appiah 90' ( Dyrestam), Roman 76' ( Grot), Limbombe RESERVEBANK: Smits, Lundholm, Sleegers, Çelik, Leiwakabessy | Room, Diks 82', Kasjia , Van der Werff 66', Kruiswijk 13' ( Ōta), Yeini 73' ( Qazaishvili), Baker, Nakamba, Rashica, Solanke, Nathan 66' ( Oliynyk) RESERVEBANK: Houwen, Ibarra, Osman, Zhang |  |
| |                        |           |           | | |  |

Speelronde 30:
| zaterdag 9 april 2016, 19:45                                                                                                   | Vitesse                | 2–2 (1–1) | ADO Den Haag                         | Opstelling Vitesse | Opstelling ADO Den Haag |  |
| Stadion: GelreDome, Arnhem Toeschouwers: 16.298 Arbiter: Kamphuis Assistenten: Geutjes Assistenten: De Nas 4de official: Blank | Kasjia 35' Oliynyk 90' |           | 7' Havenaar 63' (e.d.) Van der Werff | Room, Diks, Kasjia , Van der Werff 80' ( Oliynyk 85'), Ōta 89', Yeini 22', Baker, Nakamba, Rashica 77' ( Ibarra), Solanke, Qazaishvili RESERVEBANK: Velthuizen, Lieftink, Osman, Zhang, Oude Kotte | Hansen, Ebuehi, Beugelsdijk, Kanon, Meijers , Jansen 52', Derijck, Bakker 60' ( Kristensen), Schaken, Havenaar 87' ( Van der Heijden), Duplan 83' ( Marengo) RESERVEBANK: Zwinkels, Wormgoor, Ebecilio, Zuiverloon |  |
| Stadion: GelreDome, Arnhem Toeschouwers: 16.298 Arbiter: Kamphuis Assistenten: Geutjes Assistenten: De Nas 4de official: Blank |                        |           |                                      | Room, Diks, Kasjia , Van der Werff 80' ( Oliynyk 85'), Ōta 89', Yeini 22', Baker, Nakamba, Rashica 77' ( Ibarra), Solanke, Qazaishvili RESERVEBANK: Velthuizen, Lieftink, Osman, Zhang, Oude Kotte | Hansen, Ebuehi, Beugelsdijk, Kanon, Meijers , Jansen 52', Derijck, Bakker 60' ( Kristensen), Schaken, Havenaar 87' ( Van der Heijden), Duplan 83' ( Marengo) RESERVEBANK: Zwinkels, Wormgoor, Ebecilio, Zuiverloon |  |
| Stadion: GelreDome, Arnhem Toeschouwers: 16.298 Arbiter: Kamphuis Assistenten: Geutjes Assistenten: De Nas 4de official: Blank |                        |           |                                      | Room, Diks, Kasjia , Van der Werff 80' ( Oliynyk 85'), Ōta 89', Yeini 22', Baker, Nakamba, Rashica 77' ( Ibarra), Solanke, Qazaishvili RESERVEBANK: Velthuizen, Lieftink, Osman, Zhang, Oude Kotte | Hansen, Ebuehi, Beugelsdijk, Kanon, Meijers , Jansen 52', Derijck, Bakker 60' ( Kristensen), Schaken, Havenaar 87' ( Van der Heijden), Duplan 83' ( Marengo) RESERVEBANK: Zwinkels, Wormgoor, Ebecilio, Zuiverloon |  |
| |                        |           |                                      | | |  |

Speelronde 31:
| zaterdag 16 april 2016, 18:30 | Vitesse     | 1–1 (0–0) | Heracles Almelo     | Opstelling Vitesse | Opstelling Heracles Almelo |  |
| Stadion: GelreDome, Arnhem Toeschouwers: 21.231 Arbiter: Nijhuis Assistenten: Van de Ven Assistenten: Schaap 4de official: Berben | Rashica 48' |           | 81' (pen.) Weghorst | Room, Diks, Kasjia , Van der Werff, Ōta, Yeini, Qazaishvili, Nakamba 78', Rashica 22', Solanke 82' ( Zhang), Oliynyk RESERVEBANK: Velthuizen, Ibarra, Baker, Lieftink, Osman, Oude Kotte | Castro, Droste, Te Wierik, Zomer, Fledderus 73' ( Van Ooijen), Bruns, Pelupessy, Bel Hassani, Navrátil, Weghorst, Gosens RESERVEBANK: Fij, Bosz, Darri, Gladon, Kada, Hoogma |  |
| Stadion: GelreDome, Arnhem Toeschouwers: 21.231 Arbiter: Nijhuis Assistenten: Van de Ven Assistenten: Schaap 4de official: Berben |             |           |                     | Room, Diks, Kasjia , Van der Werff, Ōta, Yeini, Qazaishvili, Nakamba 78', Rashica 22', Solanke 82' ( Zhang), Oliynyk RESERVEBANK: Velthuizen, Ibarra, Baker, Lieftink, Osman, Oude Kotte | Castro, Droste, Te Wierik, Zomer, Fledderus 73' ( Van Ooijen), Bruns, Pelupessy, Bel Hassani, Navrátil, Weghorst, Gosens RESERVEBANK: Fij, Bosz, Darri, Gladon, Kada, Hoogma |  |
| Stadion: GelreDome, Arnhem Toeschouwers: 21.231 Arbiter: Nijhuis Assistenten: Van de Ven Assistenten: Schaap 4de official: Berben |             |           |                     | Room, Diks, Kasjia , Van der Werff, Ōta, Yeini, Qazaishvili, Nakamba 78', Rashica 22', Solanke 82' ( Zhang), Oliynyk RESERVEBANK: Velthuizen, Ibarra, Baker, Lieftink, Osman, Oude Kotte | Castro, Droste, Te Wierik, Zomer, Fledderus 73' ( Van Ooijen), Bruns, Pelupessy, Bel Hassani, Navrátil, Weghorst, Gosens RESERVEBANK: Fij, Bosz, Darri, Gladon, Kada, Hoogma |  |
| |             |           |                     | | |  |

Speelronde 32:
| dinsdag 19 april 2016, 20:45 | PSV                            | 2–0 (1–0) | Vitesse | Opstelling PSV | Opstelling Vitesse |  |
| Stadion: Philips Stadion, Eindhoven Toeschouwers: 34.000 Arbiter: Vink Assistenten: Janson Assistenten: Balder 4de official: Manschot | Pröpper 12' De Jong 71' (pen.) |           |         | Zoet, Arias, Bruma 77', Moreno, Willems 53' 72' ( Brenet), Pröpper 61', Schaars 85' ( Isimat-Mirin), Van Ginkel, Narsingh, De Jong , Locadia 69' ( Lestienne) RESERVEBANK: Pasveer, Pereiro, Maher, Guardado | Room, Diks 70', Kasjia , Van der Werff 86', Ōta 90' ( Oude Kotte), Nakamba, Qazaishvili, Yeini 17' 80' ( Baker), Rashica, Solanke, Oliynyk 57' ( Ibarra) RESERVEBANK: Velthuizen, Brown, Lieftink, Zhang |  |
| Stadion: Philips Stadion, Eindhoven Toeschouwers: 34.000 Arbiter: Vink Assistenten: Janson Assistenten: Balder 4de official: Manschot |                                |           |         | Zoet, Arias, Bruma 77', Moreno, Willems 53' 72' ( Brenet), Pröpper 61', Schaars 85' ( Isimat-Mirin), Van Ginkel, Narsingh, De Jong , Locadia 69' ( Lestienne) RESERVEBANK: Pasveer, Pereiro, Maher, Guardado | Room, Diks 70', Kasjia , Van der Werff 86', Ōta 90' ( Oude Kotte), Nakamba, Qazaishvili, Yeini 17' 80' ( Baker), Rashica, Solanke, Oliynyk 57' ( Ibarra) RESERVEBANK: Velthuizen, Brown, Lieftink, Zhang |  |
| Stadion: Philips Stadion, Eindhoven Toeschouwers: 34.000 Arbiter: Vink Assistenten: Janson Assistenten: Balder 4de official: Manschot |                                |           |         | Zoet, Arias, Bruma 77', Moreno, Willems 53' 72' ( Brenet), Pröpper 61', Schaars 85' ( Isimat-Mirin), Van Ginkel, Narsingh, De Jong , Locadia 69' ( Lestienne) RESERVEBANK: Pasveer, Pereiro, Maher, Guardado | Room, Diks 70', Kasjia , Van der Werff 86', Ōta 90' ( Oude Kotte), Nakamba, Qazaishvili, Yeini 17' 80' ( Baker), Rashica, Solanke, Oliynyk 57' ( Ibarra) RESERVEBANK: Velthuizen, Brown, Lieftink, Zhang |  |
| |                                |           |         | | |  |

Speelronde 33:
| zondag 1 mei 2016, 14:30 | Vitesse    | 1–3 (1–0) | FC Utrecht                           | Opstelling Vitesse | Opstelling FC Utrecht |  |
| Stadion: GelreDome, Arnhem Toeschouwers: 18.212 Arbiter: Gözübüyük Assistenten: Goossens Assistenten: Bexkens 4de official: C. Mulder | Kasjia 30' |           | 74' Barazite 85' Boymans 88' Leeuwin | Room, Lelieveld, Kasjia , Oude Kotte, Ōta 87' ( Brown), Nakamba, Qazaishvili, Baker, Ibarra 77', Solanke 73' ( Zhang), Rashica RESERVEBANK: Velthuizen, Oliynyk, Lieftink, Osman, Schorea | Bednarek, Van der Maarel , Leeuwin, Letschert, Kum 76', Ramselaar 89' ( Janssen), Strieder, Barazite, Ludwig, Haller, Joosten 57' ( Boymans 86') RESERVEBANK: Nijhuis, Rubin, Nganioni, Amrabat, Troupée |  |
| Stadion: GelreDome, Arnhem Toeschouwers: 18.212 Arbiter: Gözübüyük Assistenten: Goossens Assistenten: Bexkens 4de official: C. Mulder |            |           |                                      | Room, Lelieveld, Kasjia , Oude Kotte, Ōta 87' ( Brown), Nakamba, Qazaishvili, Baker, Ibarra 77', Solanke 73' ( Zhang), Rashica RESERVEBANK: Velthuizen, Oliynyk, Lieftink, Osman, Schorea | Bednarek, Van der Maarel , Leeuwin, Letschert, Kum 76', Ramselaar 89' ( Janssen), Strieder, Barazite, Ludwig, Haller, Joosten 57' ( Boymans 86') RESERVEBANK: Nijhuis, Rubin, Nganioni, Amrabat, Troupée |  |
| Stadion: GelreDome, Arnhem Toeschouwers: 18.212 Arbiter: Gözübüyük Assistenten: Goossens Assistenten: Bexkens 4de official: C. Mulder |            |           |                                      | Room, Lelieveld, Kasjia , Oude Kotte, Ōta 87' ( Brown), Nakamba, Qazaishvili, Baker, Ibarra 77', Solanke 73' ( Zhang), Rashica RESERVEBANK: Velthuizen, Oliynyk, Lieftink, Osman, Schorea | Bednarek, Van der Maarel , Leeuwin, Letschert, Kum 76', Ramselaar 89' ( Janssen), Strieder, Barazite, Ludwig, Haller, Joosten 57' ( Boymans 86') RESERVEBANK: Nijhuis, Rubin, Nganioni, Amrabat, Troupée |  |
| Afwezig: Diks, Van der Werff en Yeini (geschorst)                                                                                     |            |           |                                      | | |  |

Speelronde 34:
| zondag 8 mei 2016, 14:30 | FC Twente              | 2–2 (1–1) | Vitesse                   | Opstelling FC Twente | Opstelling Vitesse |  |
| Stadion: De Grolsch Veste, Enschede Toeschouwers: 26.500 Arbiter: Wiedemeijer Assistenten: Simons Assistenten: Geutjes 4de official: Dieperink | El Azzouzi 27' Ede 66' |           | 3' (e.d.) Uvini 61' Zhang | Marsman, Ter Avest 57' ( Van der Lely), Bijen, Uvini 58', Thesker, Mokotjo, Ziyech, Schilder 64' ( Gutiérrez), Ede 85' ( Hölscher), El Azzouzi, Cabral 62' RESERVEBANK: Stevens, Børven, Van der Heyden, Oosterwijk | Room, Diks, Kasjia 71', Van der Werff 78' ( Baker), Ōta, Nakamba 31', Qazaishvili 87' ( Brown), Yeini, Ibarra, Zhang, Rashica RESERVEBANK: Velthuizen, Oliynyk, Osman, Oude Kotte, Lelieveld |  |
| Stadion: De Grolsch Veste, Enschede Toeschouwers: 26.500 Arbiter: Wiedemeijer Assistenten: Simons Assistenten: Geutjes 4de official: Dieperink |                        |           |                           | Marsman, Ter Avest 57' ( Van der Lely), Bijen, Uvini 58', Thesker, Mokotjo, Ziyech, Schilder 64' ( Gutiérrez), Ede 85' ( Hölscher), El Azzouzi, Cabral 62' RESERVEBANK: Stevens, Børven, Van der Heyden, Oosterwijk | Room, Diks, Kasjia 71', Van der Werff 78' ( Baker), Ōta, Nakamba 31', Qazaishvili 87' ( Brown), Yeini, Ibarra, Zhang, Rashica RESERVEBANK: Velthuizen, Oliynyk, Osman, Oude Kotte, Lelieveld |  |
| Stadion: De Grolsch Veste, Enschede Toeschouwers: 26.500 Arbiter: Wiedemeijer Assistenten: Simons Assistenten: Geutjes 4de official: Dieperink |                        |           |                           | Marsman, Ter Avest 57' ( Van der Lely), Bijen, Uvini 58', Thesker, Mokotjo, Ziyech, Schilder 64' ( Gutiérrez), Ede 85' ( Hölscher), El Azzouzi, Cabral 62' RESERVEBANK: Stevens, Børven, Van der Heyden, Oosterwijk | Room, Diks, Kasjia 71', Van der Werff 78' ( Baker), Ōta, Nakamba 31', Qazaishvili 87' ( Brown), Yeini, Ibarra, Zhang, Rashica RESERVEBANK: Velthuizen, Oliynyk, Osman, Oude Kotte, Lelieveld |  |
| |                        |           |                           | | |  |

### KNVB beker
De KNVB beker 2015/16 startte voor de clubs uit het betaald voetbal met de tweede ronde op 22, 23 of 24 september 2015. Door het competitieprogramma van Vitesse was alleen woensdag 23 september beschikbaar.
- Op 1 juli lootte Vitesse een uitwedstrijd tegen Heracles Almelo voor de tweede ronde.

Tweede ronde:
| woensdag 23 september 2015, 20:00 | Heracles Almelo                                                        | 4–1 n.v. (0–1, 1–1) | Vitesse     | Opstelling Heracles Almelo | Opstelling Vitesse |  |
| Stadion: Polman Stadion, Almelo Toeschouwers: 10.587 Arbiter: Makkelie Assistenten: Diks Assistenten: Ketting 4de official: Van de Graaf | Tannane 90+2' (pen.) 94' (pen.) Gosens 90+4' Gladon 101' Weghorst 114' |                     | 17' Oliynyk | Castro, Droste, Te Wierik, Zomer 75' ( Gosens), Fledderus , Bel Hassani 44', Pelupessy, Bruns 32' 75' ( Van Ooijen), Tannane 94', Weghorst 44', Darri 68' ( Gladon) RESERVEBANK: Fij, Breukers, G. Bosz, Navrátil | Velthuizen 86', Van der Werff, Leerdam 44', Kasjia 66', 90', Diks, Yeini 63', Qazaishvili 68' ( Baker), Nakamba 54', 81', Ibarra 10', 63', Solanke 90+1' ( Rashica), Oliynyk 83' ( Kruiswijk) RESERVEBANK: Room, Brown, Nathan, Dauda |  |
| Stadion: Polman Stadion, Almelo Toeschouwers: 10.587 Arbiter: Makkelie Assistenten: Diks Assistenten: Ketting 4de official: Van de Graaf |                                                                        |                     |             | Castro, Droste, Te Wierik, Zomer 75' ( Gosens), Fledderus , Bel Hassani 44', Pelupessy, Bruns 32' 75' ( Van Ooijen), Tannane 94', Weghorst 44', Darri 68' ( Gladon) RESERVEBANK: Fij, Breukers, G. Bosz, Navrátil | Velthuizen 86', Van der Werff, Leerdam 44', Kasjia 66', 90', Diks, Yeini 63', Qazaishvili 68' ( Baker), Nakamba 54', 81', Ibarra 10', 63', Solanke 90+1' ( Rashica), Oliynyk 83' ( Kruiswijk) RESERVEBANK: Room, Brown, Nathan, Dauda |  |
| Stadion: Polman Stadion, Almelo Toeschouwers: 10.587 Arbiter: Makkelie Assistenten: Diks Assistenten: Ketting 4de official: Van de Graaf |                                                                        |                     |             | Castro, Droste, Te Wierik, Zomer 75' ( Gosens), Fledderus , Bel Hassani 44', Pelupessy, Bruns 32' 75' ( Van Ooijen), Tannane 94', Weghorst 44', Darri 68' ( Gladon) RESERVEBANK: Fij, Breukers, G. Bosz, Navrátil | Velthuizen 86', Van der Werff, Leerdam 44', Kasjia 66', 90', Diks, Yeini 63', Qazaishvili 68' ( Baker), Nakamba 54', 81', Ibarra 10', 63', Solanke 90+1' ( Rashica), Oliynyk 83' ( Kruiswijk) RESERVEBANK: Room, Brown, Nathan, Dauda |  |
| Bijz.: 84' Bosz; wedstrijd gestaakt na wegsturen Bosz; wedstrijd hervat met klok terug op de 80e minuut                                  |                                                                        |                     |             | | |  |

### UEFA Europa League
- De loting voor de derde voorronde vond plaats op 17 juli 2015 waarbij Southampton als tegenstander werd geloot.
- Vitesse verloor de derde voorronde over twee wedstrijden met een totaalscore van 0–5.

Derde voorronde, wedstrijd 1:
| donderdag 30 juli 2015, 20:05 (GMT) | Southampton                           | 3–0 (2–0) | Vitesse | Opstelling Southampton | Opstelling Vitesse |  |
| Stadion: St. Mary's Stadium, Southampton Toeschouwers: 30.850 Arbiter: Gil Manzano Assistenten: Nevado Rodriguez Assistenten: Miranda 4de official: Jaime | Pellè 36' Tadić 45+1' (pen.) Long 84' |           |         | Stekelenburg, Soares, Fonte , Yoshida, Targett, S. Davis 49', Clasie 62' ( Long), Wanyama, Mané 85' ( Reed), Tadić 60' 62' ( Juanmi), Pellè 81' RESERVEBANK: Gazzaniga, Martina, Ward-Prowse, McCarthy | Room, Diks 90+2' ( Lelieveld), Kasjia , Leerdam, Achenteh 45', Nakamba, Qazaishvili 67' ( Pantić), Baker, Brown 63', Đurđević 60' ( Rashica), Oliynyk RESERVEBANK: Velthuizen, Van der Werff, Dauda, Osman |  |
| Stadion: St. Mary's Stadium, Southampton Toeschouwers: 30.850 Arbiter: Gil Manzano Assistenten: Nevado Rodriguez Assistenten: Miranda 4de official: Jaime |                                       |           |         | Stekelenburg, Soares, Fonte , Yoshida, Targett, S. Davis 49', Clasie 62' ( Long), Wanyama, Mané 85' ( Reed), Tadić 60' 62' ( Juanmi), Pellè 81' RESERVEBANK: Gazzaniga, Martina, Ward-Prowse, McCarthy | Room, Diks 90+2' ( Lelieveld), Kasjia , Leerdam, Achenteh 45', Nakamba, Qazaishvili 67' ( Pantić), Baker, Brown 63', Đurđević 60' ( Rashica), Oliynyk RESERVEBANK: Velthuizen, Van der Werff, Dauda, Osman |  |
| Stadion: St. Mary's Stadium, Southampton Toeschouwers: 30.850 Arbiter: Gil Manzano Assistenten: Nevado Rodriguez Assistenten: Miranda 4de official: Jaime |                                       |           |         | Stekelenburg, Soares, Fonte , Yoshida, Targett, S. Davis 49', Clasie 62' ( Long), Wanyama, Mané 85' ( Reed), Tadić 60' 62' ( Juanmi), Pellè 81' RESERVEBANK: Gazzaniga, Martina, Ward-Prowse, McCarthy | Room, Diks 90+2' ( Lelieveld), Kasjia , Leerdam, Achenteh 45', Nakamba, Qazaishvili 67' ( Pantić), Baker, Brown 63', Đurđević 60' ( Rashica), Oliynyk RESERVEBANK: Velthuizen, Van der Werff, Dauda, Osman |  |
| |                                       |           |         | | |  |

Derde voorronde, wedstrijd 2:
| donderdag 6 augustus 2015, 20:00 | Vitesse | 0–2 (0–1) | Southampton       | Opstelling Vitesse | Opstelling Southampton |  |
| Stadion: GelreDome, Arnhem Toeschouwers: 20.550 Arbiter: Spathas Assistenten: Dimitriadis Assistenten: Alexeas 4de official: Giachos |         |           | 4' Pellè 89' Mané | Room, Diks 90+3', Van der Werff 72' ( Achenteh), Kasjia , Leerdam, Baker 81' ( Pantić), Nakamba, Qazaishvili, Brown 69' ( Nathan), Rashica, Oliynyk RESERVEBANK: Velthuizen, Đurđević, Osman, Lelieveld | Stekelenburg 75', Martina 40', Fonte , Caulker, Yoshida, Ward-Prowse, Wanyama, S. Davis 77' ( Reed), Mané, Pellè 72' ( Rodriguez), Tadić 65' ( Juanmi) RESERVEBANK: K. Davis, Soares, Targett, McQueen |  |
| Stadion: GelreDome, Arnhem Toeschouwers: 20.550 Arbiter: Spathas Assistenten: Dimitriadis Assistenten: Alexeas 4de official: Giachos |         |           |                   | Room, Diks 90+3', Van der Werff 72' ( Achenteh), Kasjia , Leerdam, Baker 81' ( Pantić), Nakamba, Qazaishvili, Brown 69' ( Nathan), Rashica, Oliynyk RESERVEBANK: Velthuizen, Đurđević, Osman, Lelieveld | Stekelenburg 75', Martina 40', Fonte , Caulker, Yoshida, Ward-Prowse, Wanyama, S. Davis 77' ( Reed), Mané, Pellè 72' ( Rodriguez), Tadić 65' ( Juanmi) RESERVEBANK: K. Davis, Soares, Targett, McQueen |  |
| Stadion: GelreDome, Arnhem Toeschouwers: 20.550 Arbiter: Spathas Assistenten: Dimitriadis Assistenten: Alexeas 4de official: Giachos |         |           |                   | Room, Diks 90+3', Van der Werff 72' ( Achenteh), Kasjia , Leerdam, Baker 81' ( Pantić), Nakamba, Qazaishvili, Brown 69' ( Nathan), Rashica, Oliynyk RESERVEBANK: Velthuizen, Đurđević, Osman, Lelieveld | Stekelenburg 75', Martina 40', Fonte , Caulker, Yoshida, Ward-Prowse, Wanyama, S. Davis 77' ( Reed), Mané, Pellè 72' ( Rodriguez), Tadić 65' ( Juanmi) RESERVEBANK: K. Davis, Soares, Targett, McQueen |  |
| |         |           |                   | | |  |

### Oefenwedstrijden
| zaterdag 4 juli 2015, 10:00 | Vitesse                | 2–2 (1–2) | KV Oostende               | Opstelling Vitesse | Opstelling KV Oostende |  |
| Stadion: Sportpark Rijkerswoerd, Arnhem Toeschouwers: 700 Arbiter: Van de Graaf                                                                                     | Ten Teije 01' Gouw 58' |           | 12' Jonckheere 29' Lukaku | Dronkers 46' ( Houwen), Diks 46' ( Leerdam), Kasjia 46' ( Van der Werff ), Oude Kotte 46' ( Kruiswijk ), Jagt 23' ( Grotenbreg 46' ( Verloo)), Yeini 46' ( Gouw 67' ( Klein-Holte)), Baker 46' ( Lieftink), Osman 46' ( Mercan), Rashica 46' ( Munter 67' ( Van Bergen)), Dauda 46' ( Đurđević), Ten Teije 46' ( Korjan) | Ovono , De Schutter 61' ( Luissint), Lukaku 61' ( Berrier), Schmisser 61' ( Willems), Siani 61' ( Blažević), Cyriac 61' ( Locigno), Musona 42', Brillant 61' ( Cornet), Jali 61' ( Vandendriessche), Jonckheere 61' ( Milić), Canesin 61' ( Loemba) |  |
| Stadion: Sportpark Rijkerswoerd, Arnhem Toeschouwers: 700 Arbiter: Van de Graaf                                                                                     |                        |           |                           | Dronkers 46' ( Houwen), Diks 46' ( Leerdam), Kasjia 46' ( Van der Werff ), Oude Kotte 46' ( Kruiswijk ), Jagt 23' ( Grotenbreg 46' ( Verloo)), Yeini 46' ( Gouw 67' ( Klein-Holte)), Baker 46' ( Lieftink), Osman 46' ( Mercan), Rashica 46' ( Munter 67' ( Van Bergen)), Dauda 46' ( Đurđević), Ten Teije 46' ( Korjan) | Ovono , De Schutter 61' ( Luissint), Lukaku 61' ( Berrier), Schmisser 61' ( Willems), Siani 61' ( Blažević), Cyriac 61' ( Locigno), Musona 42', Brillant 61' ( Cornet), Jali 61' ( Vandendriessche), Jonckheere 61' ( Milić), Canesin 61' ( Loemba) |  |
| Stadion: Sportpark Rijkerswoerd, Arnhem Toeschouwers: 700 Arbiter: Van de Graaf                                                                                     |                        |           |                           | Dronkers 46' ( Houwen), Diks 46' ( Leerdam), Kasjia 46' ( Van der Werff ), Oude Kotte 46' ( Kruiswijk ), Jagt 23' ( Grotenbreg 46' ( Verloo)), Yeini 46' ( Gouw 67' ( Klein-Holte)), Baker 46' ( Lieftink), Osman 46' ( Mercan), Rashica 46' ( Munter 67' ( Van Bergen)), Dauda 46' ( Đurđević), Ten Teije 46' ( Korjan) | Ovono , De Schutter 61' ( Luissint), Lukaku 61' ( Berrier), Schmisser 61' ( Willems), Siani 61' ( Blažević), Cyriac 61' ( Locigno), Musona 42', Brillant 61' ( Cornet), Jali 61' ( Vandendriessche), Jonckheere 61' ( Milić), Canesin 61' ( Loemba) |  |
| Bijz.: Wedstrijd was oorspronkelijk gepland om 16:00 uur maar werd vervroegd i.v.m. de hitte; na de rode kaart van Musona werd ook trainer Vanderhaeghe weggestuurd |                        |           |                           | | |  |

| vrijdag 10 juli 2015, 19:30                                             | Vitesse                                      | 4–0 (2–0) | Dundee United | Opstelling Vitesse | Opstelling Dundee United                                                                                                |  |
| Stadion: Sportveld Driel, Driel Toeschouwers: 1.824 Arbiter: Van Boekel | Đurđević 14' 17' Oliynyk 54' Qazaishvili 69' |           |               | Room 46' ( Velthuizen), Leerdam 46' ( Diks), Van der Werff 46' ( Kasjia ), Lieftink 46' ( Kruiswijk), Verloo 46' ( Achenteh), Yeini 46' ( Baker), Osman 46' ( Qazaishvili), Mercan 46' ( Nakamba), Rashica 46' ( Ibarra), Đurđević 46' ( Dauda), Van Bergen 46' ( Oliynyk) | McCallum, McGowan, Dillon, Durnan, Dixon, Souttar, Fraser, Erskine, Connolly, Dow, Bilate RESERVEBANK: Wissels, bank NN |  |
| Stadion: Sportveld Driel, Driel Toeschouwers: 1.824 Arbiter: Van Boekel |                                              |           |               | Room 46' ( Velthuizen), Leerdam 46' ( Diks), Van der Werff 46' ( Kasjia ), Lieftink 46' ( Kruiswijk), Verloo 46' ( Achenteh), Yeini 46' ( Baker), Osman 46' ( Qazaishvili), Mercan 46' ( Nakamba), Rashica 46' ( Ibarra), Đurđević 46' ( Dauda), Van Bergen 46' ( Oliynyk) | McCallum, McGowan, Dillon, Durnan, Dixon, Souttar, Fraser, Erskine, Connolly, Dow, Bilate RESERVEBANK: Wissels, bank NN |  |
| Stadion: Sportveld Driel, Driel Toeschouwers: 1.824 Arbiter: Van Boekel |                                              |           |               | Room 46' ( Velthuizen), Leerdam 46' ( Diks), Van der Werff 46' ( Kasjia ), Lieftink 46' ( Kruiswijk), Verloo 46' ( Achenteh), Yeini 46' ( Baker), Osman 46' ( Qazaishvili), Mercan 46' ( Nakamba), Rashica 46' ( Ibarra), Đurđević 46' ( Dauda), Van Bergen 46' ( Oliynyk) | McCallum, McGowan, Dillon, Durnan, Dixon, Souttar, Fraser, Erskine, Connolly, Dow, Bilate RESERVEBANK: Wissels, bank NN |  |
|                                                                         |                                              |           |               | | |  |

| dinsdag 14 juli 2015, 18:30                                                      | Sparta Praag | 1–1 (1–1) | Vitesse  | Opstelling Sparta Praag | Opstelling Vitesse |  |
| Stadion: Gusenparkstadion, Gallneukirchen Toeschouwers: 450 Arbiter: Leonfellner | Krejčí 43'   |           | 2' Dauda | Bičík 46' ( Miller), Vácha, Costa, Polom 46' ( Brabec), Steinhöfer, Hušbauer 46' ( Hybš), Matějovský 78' 80' ( Juliš), Dočkal 85', Frýdek, Paixão 46' ( Litsingi), Krejčí 46' ( Konaté) | Room, Diks, Kasjia , Leerdam, Achenteh, Baker, Nakamba 74' ( Pantić), Qazaishvili, Ibarra 74' ( Rashica), Dauda 46' ( Đurđević 80'), Nathan 60' ( Oliynyk) |  |
| Stadion: Gusenparkstadion, Gallneukirchen Toeschouwers: 450 Arbiter: Leonfellner |              |           |          | Bičík 46' ( Miller), Vácha, Costa, Polom 46' ( Brabec), Steinhöfer, Hušbauer 46' ( Hybš), Matějovský 78' 80' ( Juliš), Dočkal 85', Frýdek, Paixão 46' ( Litsingi), Krejčí 46' ( Konaté) | Room, Diks, Kasjia , Leerdam, Achenteh, Baker, Nakamba 74' ( Pantić), Qazaishvili, Ibarra 74' ( Rashica), Dauda 46' ( Đurđević 80'), Nathan 60' ( Oliynyk) |  |
| Stadion: Gusenparkstadion, Gallneukirchen Toeschouwers: 450 Arbiter: Leonfellner |              |           |          | Bičík 46' ( Miller), Vácha, Costa, Polom 46' ( Brabec), Steinhöfer, Hušbauer 46' ( Hybš), Matějovský 78' 80' ( Juliš), Dočkal 85', Frýdek, Paixão 46' ( Litsingi), Krejčí 46' ( Konaté) | Room, Diks, Kasjia , Leerdam, Achenteh, Baker, Nakamba 74' ( Pantić), Qazaishvili, Ibarra 74' ( Rashica), Dauda 46' ( Đurđević 80'), Nathan 60' ( Oliynyk) |  |
|                                                                                  |              |           |          | | |  |

| vrijdag 17 juli 2015, 19:30                                                                  | Vitesse           | 1–0 (0–0) | Çaykur Rizespor | Opstelling Vitesse | Opstelling Çaykur Rizespor |  |
| Stadion: Sportzentrum Seekirchen, Seekirchen am Wallersee Toeschouwers: 30 Arbiter: Weghofer | Van der Werff 59' |           |                 | Velthuizen 46' ( Room), Leerdam 69' ( Diks), Kasjia 69' ( Nakamba), Van der Werff 28', Verloo, Baker, Pantić 46' ( Lieftink), Osman 69' ( Qazaishvili), Rashica 69' ( Ibarra), Brown 46' ( Đurđević), Oliynyk RESERVEBANK: Houwen, Dauda, Achenteh | Itandje 46' ( Akkan), Ovacıklı 46' ( Karakaş), Oboabona, Diarrassouba, Albayrak 46' ( Bişi), Balcılar 46' ( Altınay), Yalçın, Korkmaz 46' ( Sylvestre), Özek 46' ( Kaya), Duruer 46' ( Kweuke), Akyüz 46' ( Köse) |  |
| Stadion: Sportzentrum Seekirchen, Seekirchen am Wallersee Toeschouwers: 30 Arbiter: Weghofer |                   |           |                 | Velthuizen 46' ( Room), Leerdam 69' ( Diks), Kasjia 69' ( Nakamba), Van der Werff 28', Verloo, Baker, Pantić 46' ( Lieftink), Osman 69' ( Qazaishvili), Rashica 69' ( Ibarra), Brown 46' ( Đurđević), Oliynyk RESERVEBANK: Houwen, Dauda, Achenteh | Itandje 46' ( Akkan), Ovacıklı 46' ( Karakaş), Oboabona, Diarrassouba, Albayrak 46' ( Bişi), Balcılar 46' ( Altınay), Yalçın, Korkmaz 46' ( Sylvestre), Özek 46' ( Kaya), Duruer 46' ( Kweuke), Akyüz 46' ( Köse) |  |
| Stadion: Sportzentrum Seekirchen, Seekirchen am Wallersee Toeschouwers: 30 Arbiter: Weghofer |                   |           |                 | Velthuizen 46' ( Room), Leerdam 69' ( Diks), Kasjia 69' ( Nakamba), Van der Werff 28', Verloo, Baker, Pantić 46' ( Lieftink), Osman 69' ( Qazaishvili), Rashica 69' ( Ibarra), Brown 46' ( Đurđević), Oliynyk RESERVEBANK: Houwen, Dauda, Achenteh | Itandje 46' ( Akkan), Ovacıklı 46' ( Karakaş), Oboabona, Diarrassouba, Albayrak 46' ( Bişi), Balcılar 46' ( Altınay), Yalçın, Korkmaz 46' ( Sylvestre), Özek 46' ( Kaya), Duruer 46' ( Kweuke), Akyüz 46' ( Köse) |  |
|                                                                                              |                   |           |                 | | |  |

| woensdag 22 juli 2015, 19:00                                                   | Vitesse                          | 3–2 (2–1) | Asteras Tripoli                | Opstelling Vitesse | Opstelling Asteras Tripoli |  |
| Stadion: Sportpark Schuytgraaf, Arnhem Toeschouwers: 1.312 Arbiter: Van Boekel | Brown 36' (pen.) Rashica 40' 60' |           | 19' (pen.) Apostolos 90' Mazza | Room, Leerdam 77' ( Gouw), Kasjia , Van der Werff 46' ( Lelieveld), Achenteh, Baker, Nakamba, Qazaishvili, Rashica 86' ( Koreniuk), Brown, Oliynyk | Konstantinos 46' ( Košický), Goian 46' ( Kitoko), Sankaré 46' ( Fernando), Athanasios, Moukam 46' ( Lima), Iglesias 46' ( Kuaté), Dimoutsos 46' ( Ederson), Hamdani 46' ( Giorgos), Taxiarchis 46' ( Barrales), Facundo 46' ( Shkurti), Apostolos 46' ( Mazza) |  |
| Stadion: Sportpark Schuytgraaf, Arnhem Toeschouwers: 1.312 Arbiter: Van Boekel |                                  |           |                                | Room, Leerdam 77' ( Gouw), Kasjia , Van der Werff 46' ( Lelieveld), Achenteh, Baker, Nakamba, Qazaishvili, Rashica 86' ( Koreniuk), Brown, Oliynyk | Konstantinos 46' ( Košický), Goian 46' ( Kitoko), Sankaré 46' ( Fernando), Athanasios, Moukam 46' ( Lima), Iglesias 46' ( Kuaté), Dimoutsos 46' ( Ederson), Hamdani 46' ( Giorgos), Taxiarchis 46' ( Barrales), Facundo 46' ( Shkurti), Apostolos 46' ( Mazza) |  |
| Stadion: Sportpark Schuytgraaf, Arnhem Toeschouwers: 1.312 Arbiter: Van Boekel |                                  |           |                                | Room, Leerdam 77' ( Gouw), Kasjia , Van der Werff 46' ( Lelieveld), Achenteh, Baker, Nakamba, Qazaishvili, Rashica 86' ( Koreniuk), Brown, Oliynyk | Konstantinos 46' ( Košický), Goian 46' ( Kitoko), Sankaré 46' ( Fernando), Athanasios, Moukam 46' ( Lima), Iglesias 46' ( Kuaté), Dimoutsos 46' ( Ederson), Hamdani 46' ( Giorgos), Taxiarchis 46' ( Barrales), Facundo 46' ( Shkurti), Apostolos 46' ( Mazza) |  |
|                                                                                |                                  |           |                                | | |  |

| vrijdag 8 januari 2016, 16:30                                                 | RSC Anderlecht | 1–2 (1–1) | Vitesse        | Opstelling RSC Anderlecht | Opstelling Vitesse |  |
| Stadion: La Manga Club, Los Belones Toeschouwers: 250 Arbiter: Pedro Martinez | Sylla 18'      |           | 1' 63' Solanke | Proto 46' ( Roef), Heylen 46' ( De Medina), Faes 46' ( Kara), Deschacht 46' ( Nuytinck), N'Sakala 46' ( Acheampong), Conté 46' ( Dendoncker), Tielemans 46' ( Matthys), Trezeguet 46' ( Álvarez), Suárez 46' ( Ezekiel), Praet 46' ( Lukebakio), Sylla 46' ( Okaka) | Room, Diks, Van der Werff 72' ( Kasjia), Kruiswijk , Ōta 35' ( Leerdam), Yeini 62' ( Baker), Nakamba, Qazaishvili 62' ( Pantić), Rashica 76' ( Oliynyk), Solanke 82' ( Dauda), Brown RESERVEBANK: Velthuizen, Achenteh, Ibarra, Lieftink, Osman |  |
| Stadion: La Manga Club, Los Belones Toeschouwers: 250 Arbiter: Pedro Martinez |                |           |                | Proto 46' ( Roef), Heylen 46' ( De Medina), Faes 46' ( Kara), Deschacht 46' ( Nuytinck), N'Sakala 46' ( Acheampong), Conté 46' ( Dendoncker), Tielemans 46' ( Matthys), Trezeguet 46' ( Álvarez), Suárez 46' ( Ezekiel), Praet 46' ( Lukebakio), Sylla 46' ( Okaka) | Room, Diks, Van der Werff 72' ( Kasjia), Kruiswijk , Ōta 35' ( Leerdam), Yeini 62' ( Baker), Nakamba, Qazaishvili 62' ( Pantić), Rashica 76' ( Oliynyk), Solanke 82' ( Dauda), Brown RESERVEBANK: Velthuizen, Achenteh, Ibarra, Lieftink, Osman |  |
| Stadion: La Manga Club, Los Belones Toeschouwers: 250 Arbiter: Pedro Martinez |                |           |                | Proto 46' ( Roef), Heylen 46' ( De Medina), Faes 46' ( Kara), Deschacht 46' ( Nuytinck), N'Sakala 46' ( Acheampong), Conté 46' ( Dendoncker), Tielemans 46' ( Matthys), Trezeguet 46' ( Álvarez), Suárez 46' ( Ezekiel), Praet 46' ( Lukebakio), Sylla 46' ( Okaka) | Room, Diks, Van der Werff 72' ( Kasjia), Kruiswijk , Ōta 35' ( Leerdam), Yeini 62' ( Baker), Nakamba, Qazaishvili 62' ( Pantić), Rashica 76' ( Oliynyk), Solanke 82' ( Dauda), Brown RESERVEBANK: Velthuizen, Achenteh, Ibarra, Lieftink, Osman |  |
|                                                                               |                |           |                | | |  |

| donderdag 24 maart 2016, 11:00                                                                         | Vitesse                                                        | 5–3 (3–2) | FC Oss                       | Opstelling Vitesse | Opstelling FC Oss               |  |
| Stadion: Nationaal Sportcentrum Papendal, Arnhem Toeschouwers: 100 Arbiter: Henshuijs                  | Osman 10' Lieftink 25' Nathan 38' (pen.) 40' 87' NN 55' (e.d.) |           | 38' 44' Van Eijma 79' Kivuvu | Houwen, Lucassen, Yeini, Kruiswijk, Oude Kotte, Lieftink 75' ( Potjes), Osman 60' ( Koreniuk), Mercan 75' ( Vroegh), Oliynyk, Zhang 85' ( Buitink), Nathan RESERVEBANK: NN | , Koeman, Van Eijma, Kivuvu, NN |  |
| Stadion: Nationaal Sportcentrum Papendal, Arnhem Toeschouwers: 100 Arbiter: Henshuijs                  |                                                                |           |                              | Houwen, Lucassen, Yeini, Kruiswijk, Oude Kotte, Lieftink 75' ( Potjes), Osman 60' ( Koreniuk), Mercan 75' ( Vroegh), Oliynyk, Zhang 85' ( Buitink), Nathan RESERVEBANK: NN | , Koeman, Van Eijma, Kivuvu, NN |  |
| Stadion: Nationaal Sportcentrum Papendal, Arnhem Toeschouwers: 100 Arbiter: Henshuijs                  |                                                                |           |                              | Houwen, Lucassen, Yeini, Kruiswijk, Oude Kotte, Lieftink 75' ( Potjes), Osman 60' ( Koreniuk), Mercan 75' ( Vroegh), Oliynyk, Zhang 85' ( Buitink), Nathan RESERVEBANK: NN | , Koeman, Van Eijma, Kivuvu, NN |  |
| Bijz.: Besloten oefenwedstrijd tijdens interlandperiode; selectie aangevuld met speler uit de academie |                                                                |           |                              | |                                 |  |

| vrijdag 13 mei 2016, 19:30                                                       | RKHVV       | 1–5 (0–1) | Vitesse                                                            | Opstelling RKHVV | Opstelling Vitesse |  |
| Stadion: Sportpark De Blauwenburcht, Huissen Toeschouwers: 1.300 Arbiter: Visser | Schulte 63' |           | 28' Zhang 66' Qazaishvili 69' Van der Werff 83' Nakamba 85' Daniel | Hemink 46' ( Philips), Witjes, Goedhart, Theunissen 20' ( Kooper), Geilen, Schulte 64' ( Sari), Janssen 46' ( Matse), Pruis 11' ( Stienstra 68' ( Kamp)), Nejjari 46' ( Lak), Albertus 46' ( Katendi), Haan 59' ( Straatman) | Room 46' ( Velthuizen), Lelieveld 46' ( Diks), Kasjia 46' ( Ōta), Van der Werff 73' ( Klein-Holte), Oude Kotte, Yeini 46' ( Nakamba), Baker 46' ( Qazaishvili), Osman 73' ( Schuurman), Van Bergen 46' ( Mercan), Zhang 73' ( Daniel), Munter 46' ( Ten Teije) |  |
| Stadion: Sportpark De Blauwenburcht, Huissen Toeschouwers: 1.300 Arbiter: Visser |             |           |                                                                    | Hemink 46' ( Philips), Witjes, Goedhart, Theunissen 20' ( Kooper), Geilen, Schulte 64' ( Sari), Janssen 46' ( Matse), Pruis 11' ( Stienstra 68' ( Kamp)), Nejjari 46' ( Lak), Albertus 46' ( Katendi), Haan 59' ( Straatman) | Room 46' ( Velthuizen), Lelieveld 46' ( Diks), Kasjia 46' ( Ōta), Van der Werff 73' ( Klein-Holte), Oude Kotte, Yeini 46' ( Nakamba), Baker 46' ( Qazaishvili), Osman 73' ( Schuurman), Van Bergen 46' ( Mercan), Zhang 73' ( Daniel), Munter 46' ( Ten Teije) |  |
| Stadion: Sportpark De Blauwenburcht, Huissen Toeschouwers: 1.300 Arbiter: Visser |             |           |                                                                    | Hemink 46' ( Philips), Witjes, Goedhart, Theunissen 20' ( Kooper), Geilen, Schulte 64' ( Sari), Janssen 46' ( Matse), Pruis 11' ( Stienstra 68' ( Kamp)), Nejjari 46' ( Lak), Albertus 46' ( Katendi), Haan 59' ( Straatman) | Room 46' ( Velthuizen), Lelieveld 46' ( Diks), Kasjia 46' ( Ōta), Van der Werff 73' ( Klein-Holte), Oude Kotte, Yeini 46' ( Nakamba), Baker 46' ( Qazaishvili), Osman 73' ( Schuurman), Van Bergen 46' ( Mercan), Zhang 73' ( Daniel), Munter 46' ( Ten Teije) |  |
|                                                                                  |             |           |                                                                    | | |  |

| dinsdag 17 mei 2016, 19:30                                                    | AVW '66            | 2–9 (0–5) | Vitesse | Opstelling AVW '66 | Opstelling Vitesse |  |
| Stadion: Sportpark Hamerden, Westervoort Toeschouwers: 1.200 Arbiter: Huisman | Eddarkaoui 47' 61' |           | 3' Ten Teije 13' 90' Schuurman 25' (pen.) Velthuizen 37' Zhang 38' Mercan 50' Kasjia 55' Munter 88' (pen.) Room | Smulders 46' ( Klarenbeek), Van Kerkhof, Rigter, Schulte, Pelgrum 55' ( Lemein), Toonen Dekkers 46' ( De Lange), Teeuw 33' ( Goedhart), Temmink 78' ( Toonen Dekkers), Eddarkaoui, Boonman, Van Otegem 59' ( Haji Mazdarani) | Velthuizen 50' ( Room), Diks 46' ( Lelieveld), Klein-Holte 46' ( Kasjia), Van der Werff 46' ( Ōta), Oude Kotte, Nakamba 46' ( Yeini), Qazaishvili 46' ( Osman), Schuurman, Ten Teije 46' ( Van Bergen), Zhang 46' ( Daniel), Mercan 46' ( Munter) |  |
| Stadion: Sportpark Hamerden, Westervoort Toeschouwers: 1.200 Arbiter: Huisman |                    |           | | Smulders 46' ( Klarenbeek), Van Kerkhof, Rigter, Schulte, Pelgrum 55' ( Lemein), Toonen Dekkers 46' ( De Lange), Teeuw 33' ( Goedhart), Temmink 78' ( Toonen Dekkers), Eddarkaoui, Boonman, Van Otegem 59' ( Haji Mazdarani) | Velthuizen 50' ( Room), Diks 46' ( Lelieveld), Klein-Holte 46' ( Kasjia), Van der Werff 46' ( Ōta), Oude Kotte, Nakamba 46' ( Yeini), Qazaishvili 46' ( Osman), Schuurman, Ten Teije 46' ( Van Bergen), Zhang 46' ( Daniel), Mercan 46' ( Munter) |  |
| Stadion: Sportpark Hamerden, Westervoort Toeschouwers: 1.200 Arbiter: Huisman |                    |           | | Smulders 46' ( Klarenbeek), Van Kerkhof, Rigter, Schulte, Pelgrum 55' ( Lemein), Toonen Dekkers 46' ( De Lange), Teeuw 33' ( Goedhart), Temmink 78' ( Toonen Dekkers), Eddarkaoui, Boonman, Van Otegem 59' ( Haji Mazdarani) | Velthuizen 50' ( Room), Diks 46' ( Lelieveld), Klein-Holte 46' ( Kasjia), Van der Werff 46' ( Ōta), Oude Kotte, Nakamba 46' ( Yeini), Qazaishvili 46' ( Osman), Schuurman, Ten Teije 46' ( Van Bergen), Zhang 46' ( Daniel), Mercan 46' ( Munter) |  |
|                                                                               |                    |           | | | |  |